# Wimereux
Pour les articles homonymes, voir Wimereux (homonymie).
Wimereux (prononcé /vimʁø/ ou /ɥimʁø/) est une commune française située dans le département du Pas-de-Calais en région Hauts-de-France. Ses habitants, au nombre de 6 307 au recensement de 2022, sont appelés les Wimereusiens. La commune est membre de la communauté d'agglomération du Boulonnais.
Localisée dans le nord-ouest du département du Pas-de-Calais, sur la Côte d'Opale, la commune de Wimereux, qui s'inscrit dans les « paysages des falaises d’Opale », se trouve à la frontière nord-ouest de la ville de Boulogne-sur-Mer, au bord de la Manche et à l'embouchure du Wimereux, fleuve qui a donné son nom à la commune. Wimereux est une station balnéaire, classée « station de tourisme », située à l'entrée sud du grand site des Deux Caps et dans le parc naturel régional des Caps et Marais d'Opale. Selon le site de l’Inventaire national du patrimoine naturel, la commune est riche de dix espaces naturels : quatre espaces protégés et gérés, cinq ZNIEFF et un site Natura 2000.
Deux monuments de la commune figurent dans l'inventaire des monuments historiques : le mémorial de la Légion d'honneur (classé) et la villa Les Mauriciens. Par ailleurs, le site du fort de Croÿ est classé.

## Géographie

Représentations cartographiques de la commune
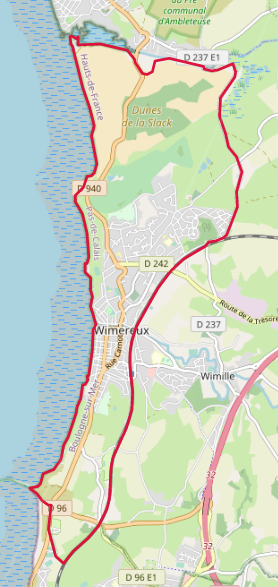
Carte OpenStreetMap.
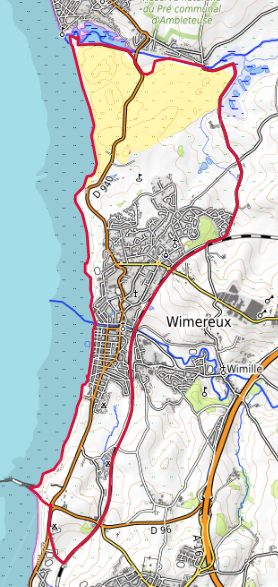
Carte topographique.

### Localisation
Localisée dans le nord-ouest du département du Pas-de-Calais, sur la Côte d'Opale, Wimereux est une station balnéaire limitrophe, au sud, de Boulogne-sur-Mer (aire d'attraction et chef-lieu d'arrondissement). La commune se trouve à environ 40 km des côtes anglaises à vol d'oiseau ainsi qu'à 27 km de Calais, 100 km de Lille et 220 km de Paris.
La commune appartient au territoire du Boulonnais et au parc naturel régional des Caps et Marais d'Opale.
Le territoire de la commune est limitrophe de ceux de trois communes.
Les communes limitrophes sont Ambleteuse, Boulogne-sur-Mer et Wimille.

### Géologie et relief

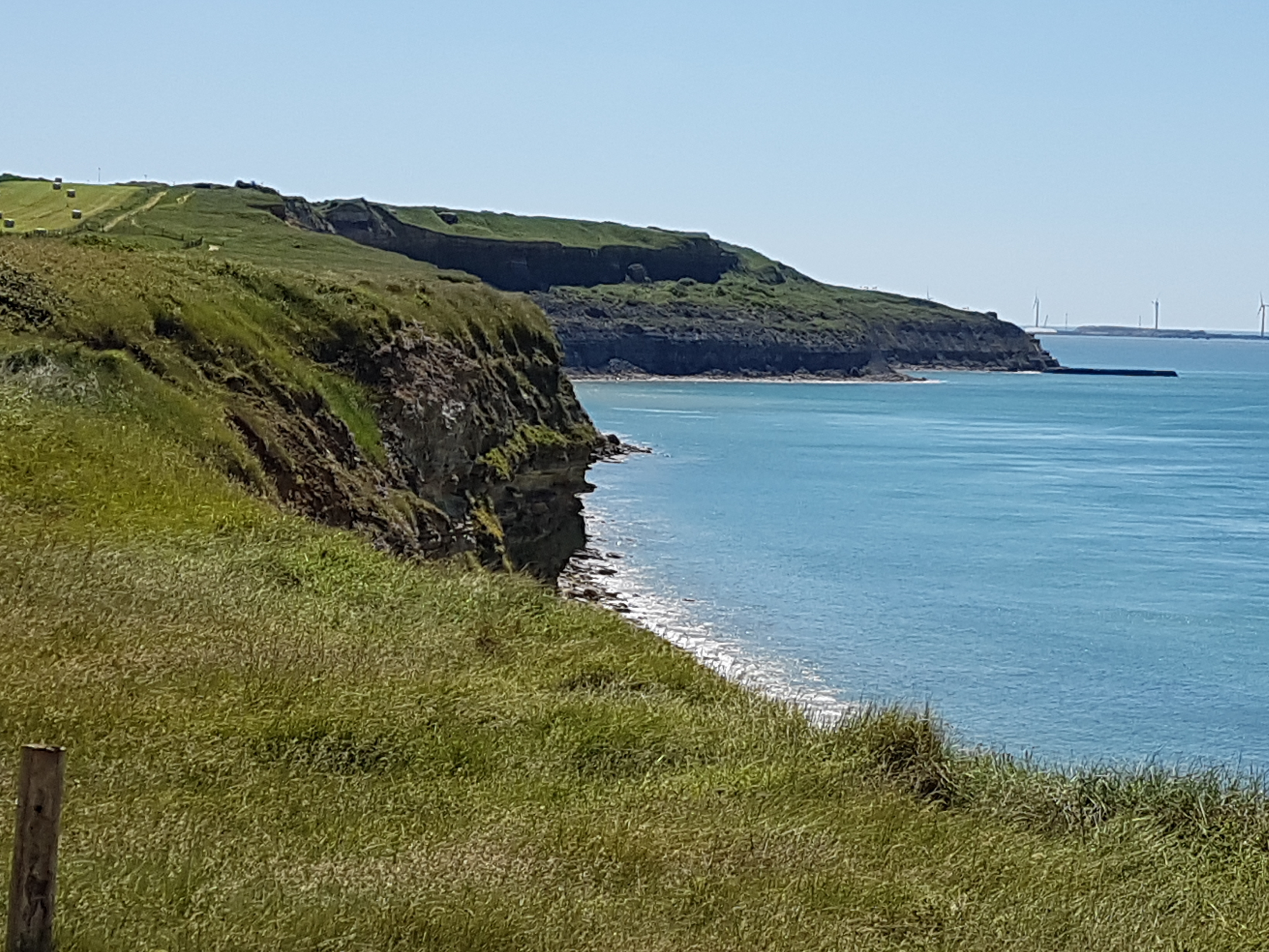
La pointe de la Crèche.

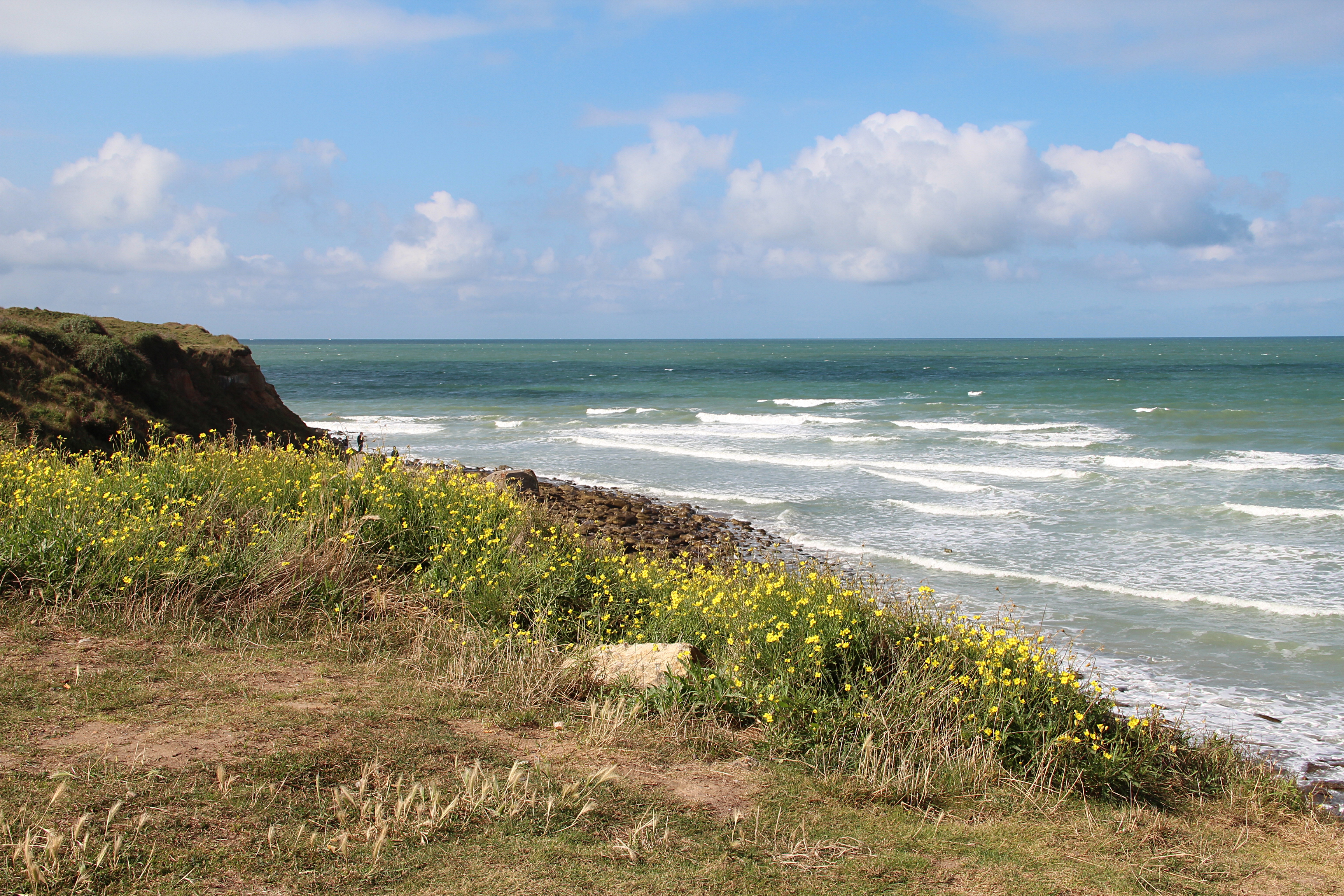
Le site préhistorique de la Pointe aux Oies (l'estuaire du Wimereux fut peut être le site originel des premières implantations humaines sur cette côte).

La superficie de la commune est de 7,71 km2 ; son altitude varie de 0  à   71 mètres.
La ville est située à basse altitude, avec des différences de relief relativement faibles par rapport au reste du Boulonnais. Elle est organisée le long de la plage, avec une digue qui arrête les vagues à marée haute. La plage est composée de sable fin et pour partie de galets. La plage de Wimereux est l'une des rares plages à disparaître quasiment intégralement à marée haute, ce qui donne un sable régulièrement humide.
Wimereux est entourée par deux ensembles de falaises : la pointe de la Crèche au sud vers Boulogne-sur-Mer, et la pointe aux Oies au nord vers Ambleteuse. Au nord, les falaises continuent vers les caps Gris-Nez et Blanc-Nez. Par beau temps, on peut voir les falaises des côtes anglaises. Les sols anglais et ceux du territoire appartiennent au même bassin géologique.
Les périphéries de la commune sont situées plus en hauteur, sur des collines qui résultent de la formation géologique de la boutonnière du Boulonnais.

### Hydrographie
Le territoire de la commune est situé dans le bassin Artois-Picardie.

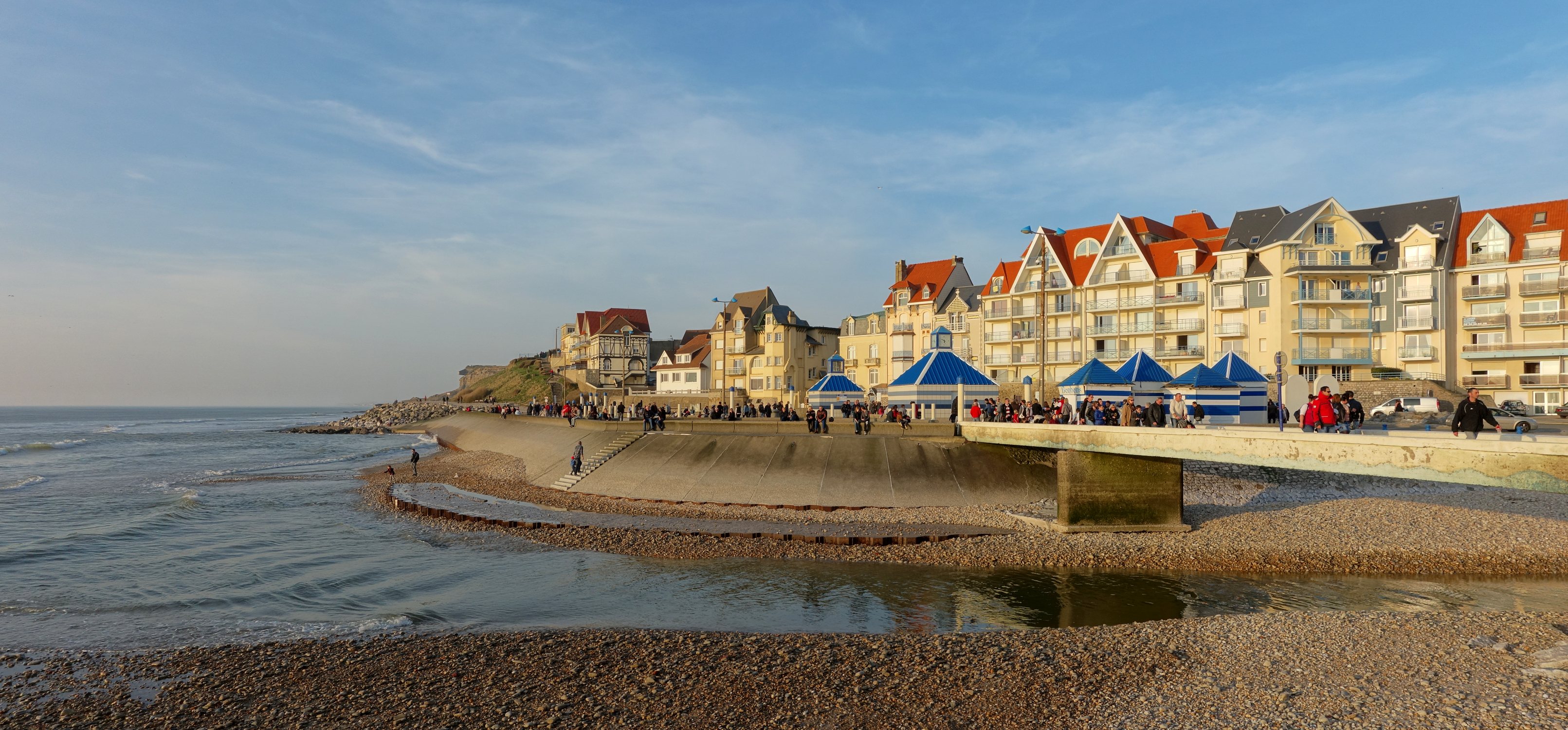
Le Wimereux se jette dans la Manche à Wimereux.

Le Wimereux est un fleuve côtier de 22 km de long, qui prend sa source à Colembert et traverse la commune de Wimereux avant de se jeter dans la Manche en y apportant ses matières en suspension et une partie de ses sédiments. Il existait autrefois un barrage et des vannes, qui y maintenaient un volume d'eau beaucoup plus important, et atténuaient l'effet des marées, permettant d'y circuler avec de petits bateaux. Les ruines en sont encore visibles des deux côtés du lit majeur près de l'embouchure.
Depuis la suppression du barrage, le cours d'eau a été réduit en largeur et canalisé entre deux rangées de palplanches métalliques et le reste de l'ancien lit mineur et une partie du lit majeur ont été comblés par une épaisse couche de sédiments, localement stabilisés par une résille plastique et aujourd'hui couverts dans la ville de plantes halophiles (qui s'accommodent des taux de sel liés aux marées).
Par ailleurs, la commune est également traversée par  le petit fleuve côtier, la Slack, cours d'eau naturel de 21,78 km, qui prend sa source dans la commune de Hermelinghen et qui se jette dans la Manche au sud d'Ambleteuse.

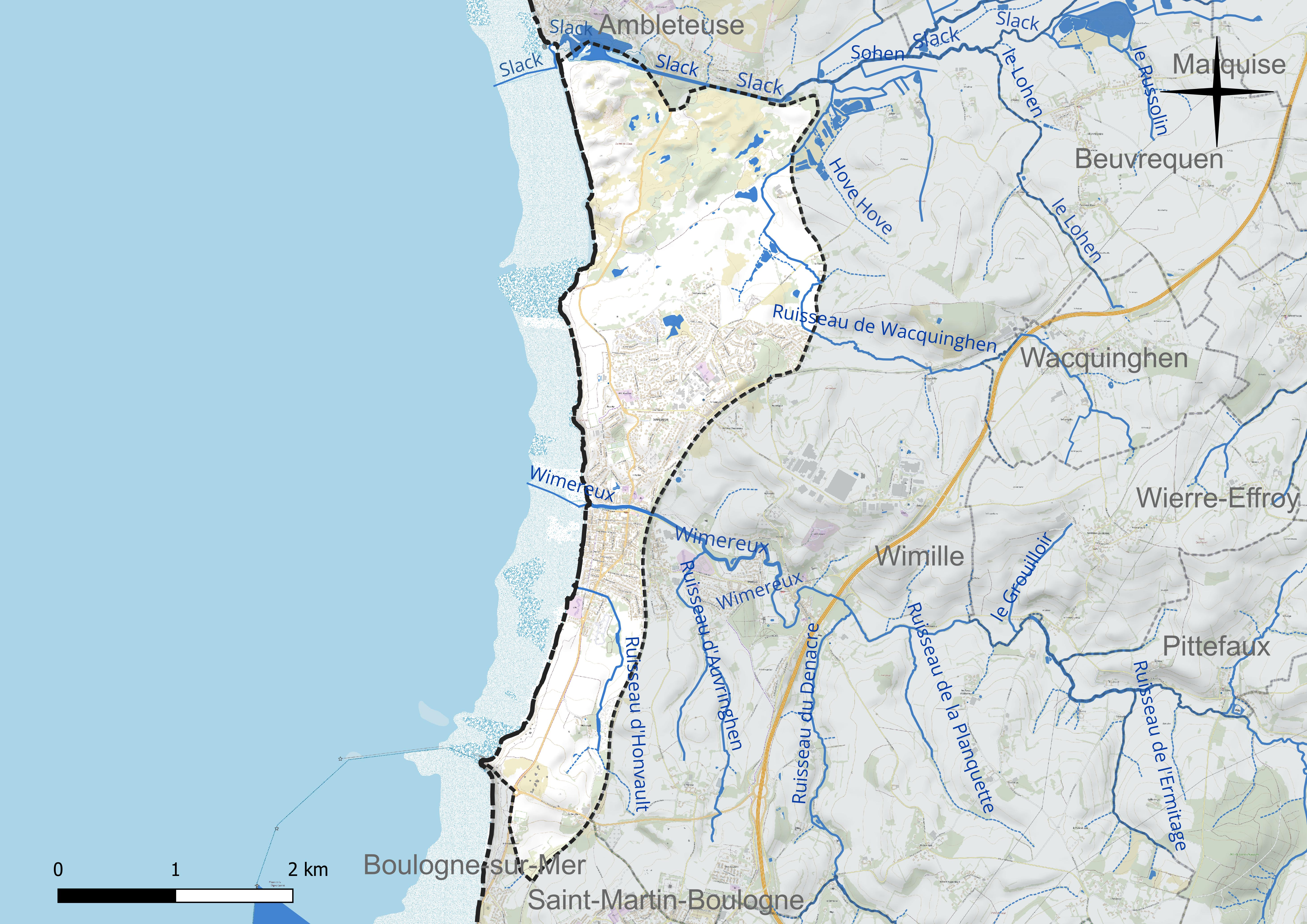
Réseau hydrographique de Wimereux.

### Climat
Pour des articles plus généraux, voir Climat des Hauts-de-France et Climat du Nord-Pas-de-Calais.
En 2010, le climat de la commune est de type climat océanique altéré, selon une étude du CNRS s'appuyant sur une série de données couvrant la période 1971-2000. En 2020, Météo-France publie une typologie des climats de la France métropolitaine dans laquelle la commune est exposée à un climat océanique et est dans la région climatique Côtes de la Manche orientale, caractérisée par un faible ensoleillement (1 550 h/an) ; forte humidité de l’air (plus de 20 h/jour avec humidité relative > 80 % en hiver), vents forts fréquents.
Pour la période 1971-2000, la température annuelle moyenne est de 10,6 °C, avec une amplitude thermique annuelle de 12,2 °C. Le cumul annuel moyen de précipitations est de 826 mm, avec 12,6 jours de précipitations en janvier et 7,8 jours en juillet. Pour la période 1991-2020, la température moyenne annuelle observée sur la station météorologique la plus proche, située sur la commune de Boulogne-sur-Mer à 5 km à vol d'oiseau, est de 11,2 °C et le cumul annuel moyen de précipitations est de 824,5 mm,. Pour l'avenir, les paramètres climatiques de la commune estimés pour 2050 selon différents scénarios d'émission de gaz à effet de serre sont consultables sur un site dédié publié par Météo-France en novembre 2022.
| Mois                                  | jan.             | fév.             | mars            | avril         | mai            | juin          | jui.          | août          | sep.           | oct.            | nov.            | déc.            | année      |
| ------------------------------------- | ---------------- | ---------------- | --------------- | ------------- | -------------- | ------------- | ------------- | ------------- | -------------- | --------------- | --------------- | --------------- | ---------- |
| Température minimale moyenne (°C)     | 3,4              | 3,4              | 5               | 7             | 9,8            | 12,5          | 14,7          | 15,3          | 13,2           | 10,3            | 6,8             | 4,1             | 8,8        |
| Température moyenne (°C)              | 5,3              | 5,4              | 7,4             | 9,8           | 12,7           | 15,3          | 17,4          | 18            | 15,8           | 12,6            | 8,8             | 6               | 11,2       |
| Température maximale moyenne (°C)     | 7,1              | 7,3              | 9,7             | 12,7          | 15,6           | 18,1          | 20,1          | 20,7          | 18,5           | 14,9            | 10,8            | 7,9             | 13,6       |
| Record de froid (°C) date du record   | −13,4 12.01.1987 | −13,6 01.02.1956 | −7,8 07.03.1971 | −2 14.04.1966 | 1,6 07.05.1997 | 4 02.06.1962  | 8 04.07.1965  | 9 31.08.1956  | 5,8 22.09.1979 | −1 29.10.1947   | −5,6 30.11.1978 | −9,6 29.12.1996 | −13,6 1956 |
| Record de chaleur (°C) date du record | 16,4 01.01.22    | 18,9 26.02.19    | 22,7 30.03.17   | 26 16.04.1949 | 31,2 27.05.05  | 33,3 29.06.19 | 39,6 19.07.22 | 34,8 11.08.03 | 32,6 10.09.23  | 27,2 01.10.1985 | 19,1 01.11.15   | 17,2 10.12.1978 | 39,6 2022  |
| Précipitations (mm)                   | 77               | 56               | 48              | 48,1          | 54,6           | 48            | 54,3          | 63,2          | 69,6           | 95,8            | 106,8           | 103,1           | 824,5      |

### Paysages
Pour un article plus général, voir Paysage en France.

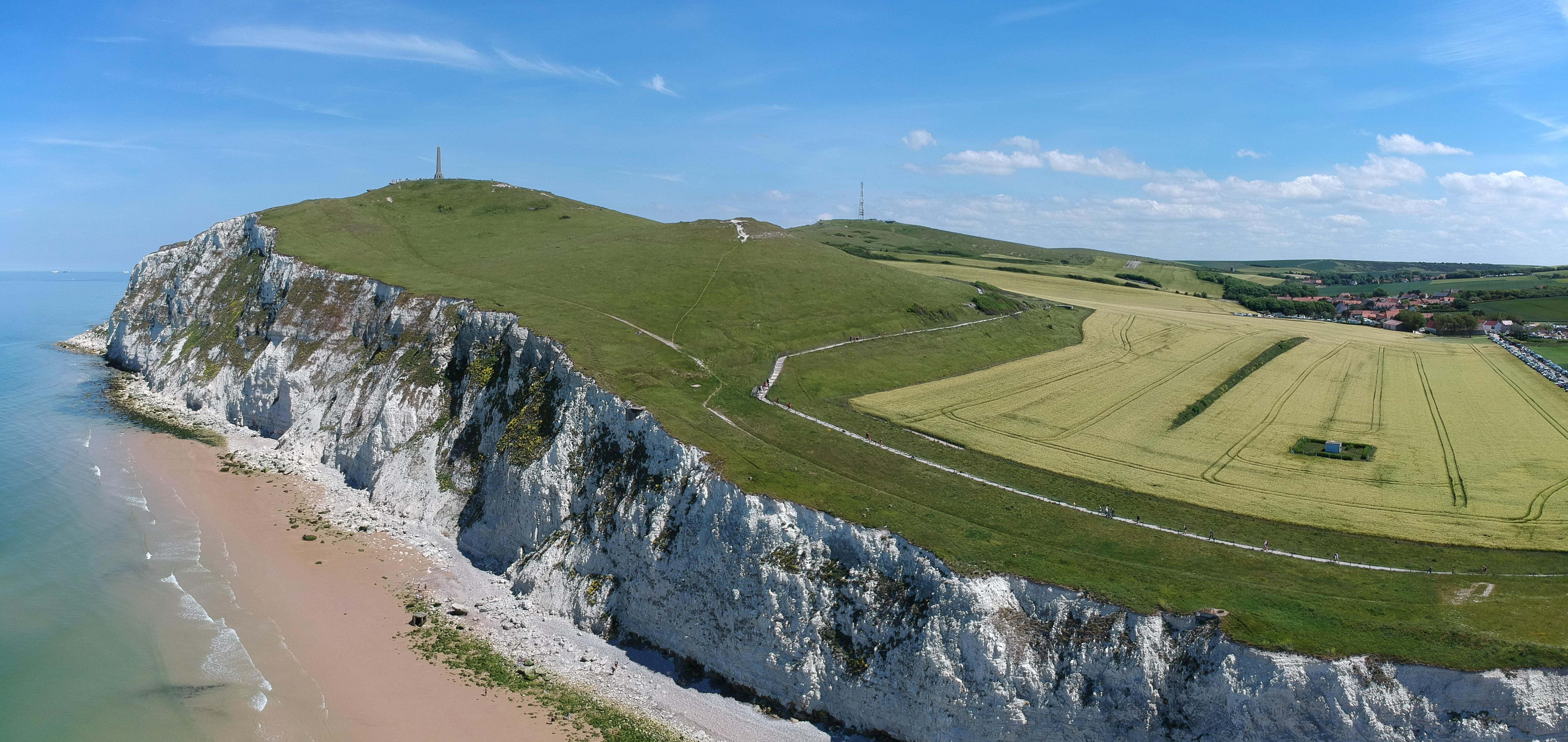
Une vue de ces « paysages des falaises d’Opale » et le cap Blanc-Nez.

La commune s'inscrit dans les « paysages des falaises d’Opale » tels qu’ils sont définis dans l’atlas de paysages de la région Nord-Pas-de-Calais, conçu par la direction régionale de l'Environnement, de l'Aménagement et du Logement (DREAL),.
Ces paysages, qui concernent 30 communes, s’étendent le long de la côte, d’Équihen-Plage  à Sangatte, sur une bande d’environ 50 kilomètres de long et d’un maximum de 5 kilomètres de large, l'autoroute A 16 étant la frontière à l'est. Ils sont constitués, d’une part, par les falaises d’Opale où se trouve le grand site des Deux Caps qui, avec le cap Blanc-Nez, culmine à 150 mètres, ces falaises offrent un belvédère sur le pas de Calais  avec la possibilité de voir les côtes d’Angleterre, et d’autre part, vers l’intérieur des terres, avec les paysages littoraux qui jouxtent ceux des coteaux calaisiens et du pays de Licques, d'un paysage alternant collines, vallons et bocages.
L’occupation des sols se répartit en 43 % de cultures pour les paysages arrière-littoraux, 20 % de sols artificialisés, 20 % de prairies et forêts et 10 % de plage.
Les crans constituent une des particularités de ces côtes à falaises. Les crans sont des vallées suspendues qui se sont retrouvées le « nez en l’air », soit du fait de l’affaissement du pas de Calais, soit par la baisse du niveau de la mer comme le cran d’Escalles, le cran Mademoiselle, le cran Poulet, le cran Barbier, le cran des Sillers, le cran de Quette et le cran aux Œufs, situés, eux, sur la commune d’Audinghen.
Ces paysages sont traversés par trois fleuves côtiers, la Liane (Boulogne-sur-Mer), le Wimereux (Wimereux) et la Slack (Ambleteuse), et par le sentier de grande randonnée GR 120 ou GR littoral, appelé aussi sentier des douaniers, qui chemine le long de ces paysages et offre un magnifique panorama.

### Milieux naturels et biodiversité

#### Espaces protégés
La protection réglementaire est le mode d’intervention le plus fort pour préserver des espaces naturels remarquables et leur biodiversité associée.
Dans ce cadre, la commune fait partie de quatre espaces protégés : 
- le parc naturel régional des Caps et Marais d'Opale, d’une superficie de 132 499 hectares réparties sur 154 communes, géré par le syndicat mixte d'aménagement et de gestion du parc naturel régional des Caps et Marais d'Opale[15] ;
- la baie de la Slack, terrain acquis par le Conservatoire du Littoral d’une superficie de 211,986 hectares[16] ;
- la pointe de la Crèche, terrain acquis par le Conservatoire du littoral, d'une superficie de 30 hectares[17] ;
- la pointe de la Crèche, protégée par un arrêté préfectoral de protection de biotope, d'une superficie de 57 hectares[18].

#### Zones naturelles d'intérêt écologique, faunistique et floristique
L’inventaire des zones naturelles d'intérêt écologique, faunistique et floristique (ZNIEFF) a pour objectif de réaliser une couverture des zones les plus intéressantes sur le plan écologique, essentiellement dans la perspective d’améliorer la connaissance du patrimoine naturel national et de fournir aux différents décideurs un outil d’aide à la prise en compte de l’environnement dans l’aménagement du territoire.
Le territoire communal comprend cinq ZNIEFF de type 1 :
- la Pointe de la Crèche et falaise entre Boulogne-sur-Mer et Wimereux[19] ;
- les dunes de la Slack, la pointe aux Oies, la pointe de la Rochette et l’estuaire du Wimereux, d’une superficie de 474 hectares et d'une altitude variant de 3  à   38 mètres. Ce site présente un intérêt écologique et biologique de niveau européen, il est composé de dunes calcarifères récentes et de dunes plus anciennes ayant comblé une partie de l’estuaire et de la basse vallée de la Slack[20] ;
- l'estuaire de la Slack, d’une superficie de 72 hectares et d'une altitude variant de 0  à   20 mètres. C’est un petit massif dunaire fossile plaqué sur une ancienne falaise du jurassique[21] ;
- les prairies de la Warenne, d’une superficie de 46 hectares et d'une altitude variant de 8  à   33 mètres[22] ;
- le bocage au sud de Wimereux, d’une superficie de 22 hectares et d'une altitude variant de 15  à   35 mètres[23].

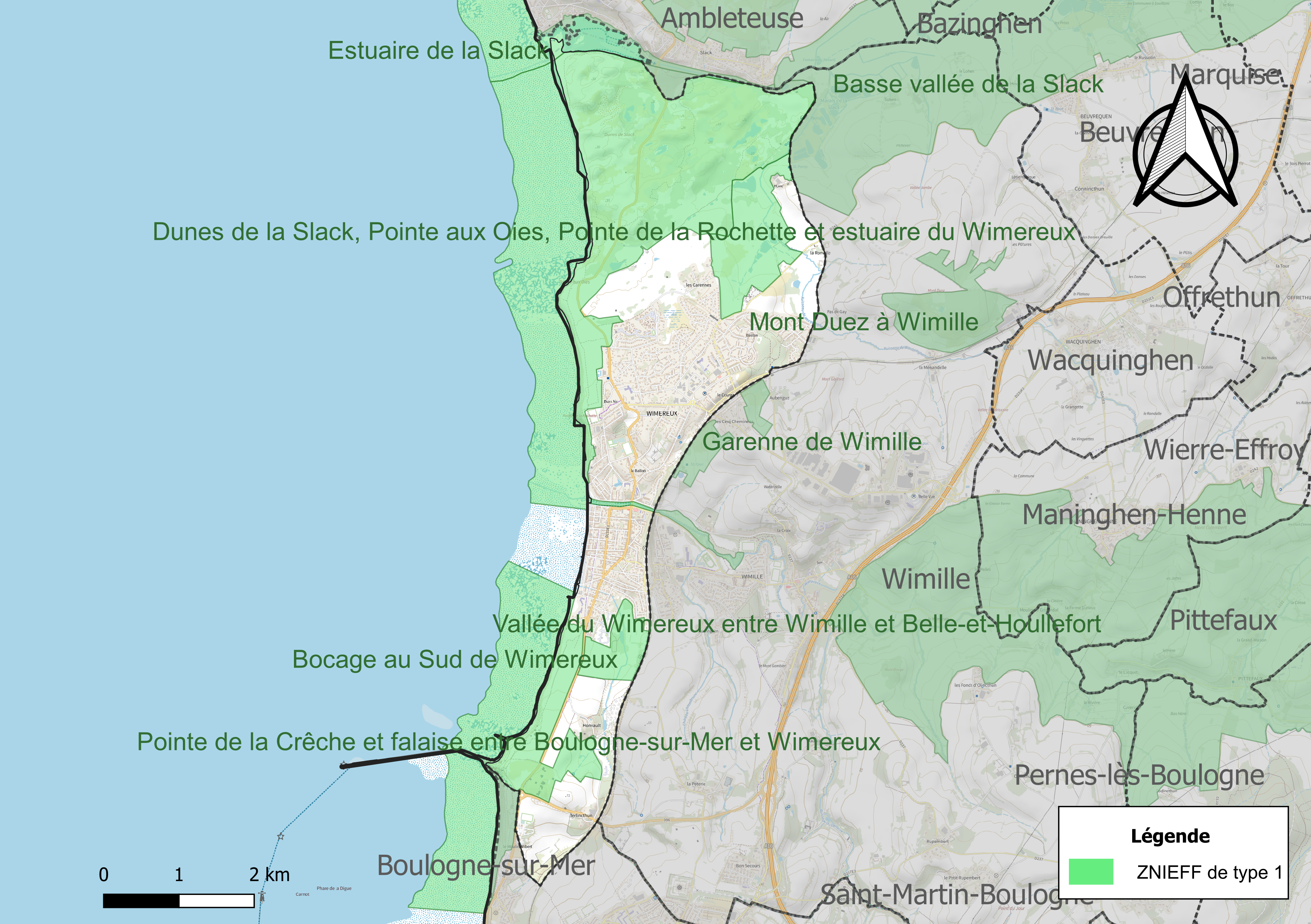
Carte des ZNIEFF dans la commune.

#### Site Natura 2000
Le réseau Natura 2000 est un réseau écologique européen de sites naturels d’intérêt écologique élaboré à partir des Directives « Habitats » et « Oiseaux ». Ce réseau est constitué de Zones spéciales de sonservation (ZSC) et de Zones de protection spéciale (ZPS). Dans les zones de ce réseau, les États Membres s'engagent à maintenir dans un état de conservation favorable les types d'habitats et d'espèces concernés, par le biais de mesures réglementaires, administratives ou contractuelles.
Sur la commune, un site Natura 2000 de type B est défini en site d'importance communautaire (SIC) : les falaises et dunes de Wimereux, estuaire de la Slack, garennes et communaux d'Ambleteuse-Audresselles.

#### Inventaire national du patrimoine géologique
Les formations kimméridgiennes et tithoniennes des falaises de la pointe de la Crèche sont inscrites à l'inventaire national du patrimoine géologique. L'altitude de ces falaises varient de 6 m, au nord avant Wimereux, à 33 m au sommet du pli de la Crèche.

## Urbanisme

### Typologie
Au 1er janvier 2024, Wimereux est catégorisée ceinture urbaine, selon la nouvelle grille communale de densité à sept niveaux définie par l'Insee en 2022.
Elle appartient à l'unité urbaine de Wimereux, une agglomération intra-départementale regroupant deux  communes, dont elle est ville-centre,,. Par ailleurs la commune fait partie de l'aire d'attraction de Boulogne-sur-Mer, dont elle est une commune de la couronne,. Cette aire, qui regroupe 80 communes, est catégorisée dans les aires de 50 000 à moins de 200 000 habitants,.
La commune, bordée par la Manche, est également une commune littorale au sens de la loi du 3 janvier 1986, dite loi littoral. Des dispositions spécifiques d’urbanisme s’y appliquent dès lors afin de préserver les espaces naturels, les sites, les paysages et l’équilibre écologique du littoral, tel le principe d'inconstructibilité, en dehors des espaces urbanisés, sur la bande littorale des 100 mètres, ou plus si le plan local d’urbanisme le prévoit.

### Occupation des sols
L'occupation des sols de la commune, telle qu'elle ressort de la base de données européenne d’occupation biophysique des sols Corine Land Cover (CLC), est marquée par l'importance des territoires agricoles (37 % en 2018), en diminution par rapport à 1990 (41,6 %). La répartition détaillée en 2018 est la suivante : 
prairies (37 %), zones urbanisées (25 %), espaces ouverts, sans ou avec peu de végétation (19,3 %), espaces verts artificialisés, non agricoles (8 %), forêts (5,9 %), zones humides côtières (4,9 %). L'évolution de l’occupation des sols de la commune et de ses infrastructures peut être observée sur les différentes représentations cartographiques du territoire : la carte de Cassini (XVIIIe siècle), la carte d'état-major (1820-1866) et les cartes ou photos aériennes de l'IGN pour la période actuelle (1950 à aujourd'hui).

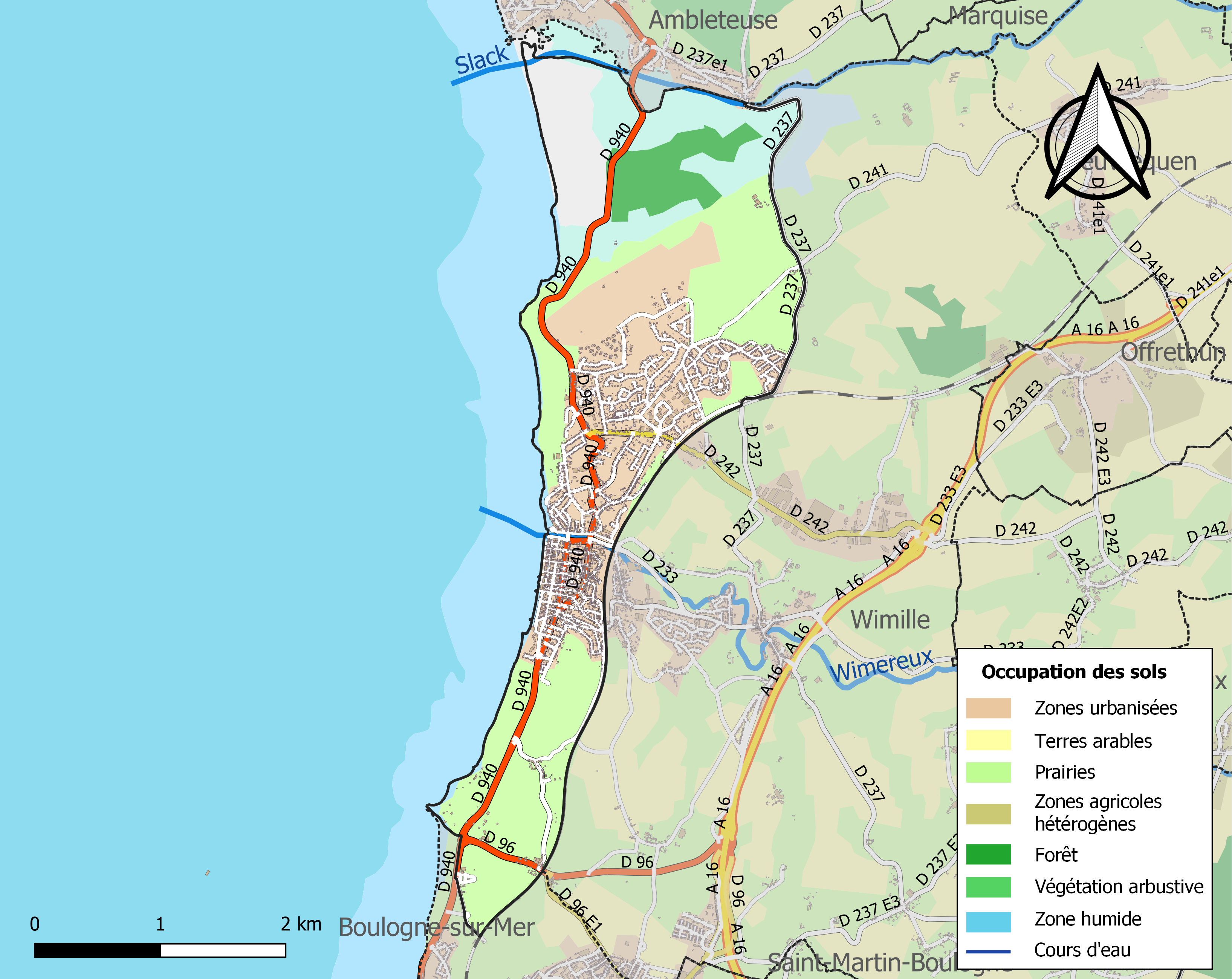
Carte des infrastructures et de l'occupation des sols de la commune en 2018 (CLC).

### Logement
En 2021, le nombre total de logements dans la commune était de 4 997, alors qu'il était de 4 694 en 2015 et de 4 373 en 2010
, soit une progression du nombre total de logements de 14,3 % depuis 2010.
Parmi ces 4 997 logements, 56,8 % étaient des résidences principales, (soit 2 836 logements), 36,7 % des résidences secondaires et 6,5 % des logements vacants. Ces logements étaient pour 57,4 % d'entre eux des maisons individuelles et pour 39,9 % des appartements.
Sur les 2 836 résidences principales, 63,2 % sont occupées par des propriétaires, 35,6 % par des locataires et 1,2 % par des personnes logées gratuitement.
Le tableau ci-dessous présente la typologie des logements à Wimereux en 2021 en comparaison avec celle du Pas-de-Calais et de la France entière. Une caractéristique marquante du parc de logements est ainsi une proportion de résidences secondaires et logements occasionnels (36,7 %) supérieure à celle du département (6,5 %) et à celle de la France entière (9,7 %) ainsi que d'une proportion de logements vacants (6,5 %) inférieure à celle du département (7,3 %) et de la France entière (8,1 %).
| Typologie                                               | Wimereux | Pas-de-Calais | France entière |
| ------------------------------------------------------- | -------- | ------------- | -------------- |
| Résidences principales (en %)                           | 56,8     | 86,1          | 82,2           |
| Résidences secondaires et logements occasionnels (en %) | 36,7     | 6,5           | 9,7            |
| Logements vacants (en %)                                | 6,5      | 7,3           | 8,1            |

### Voies de communication et transports

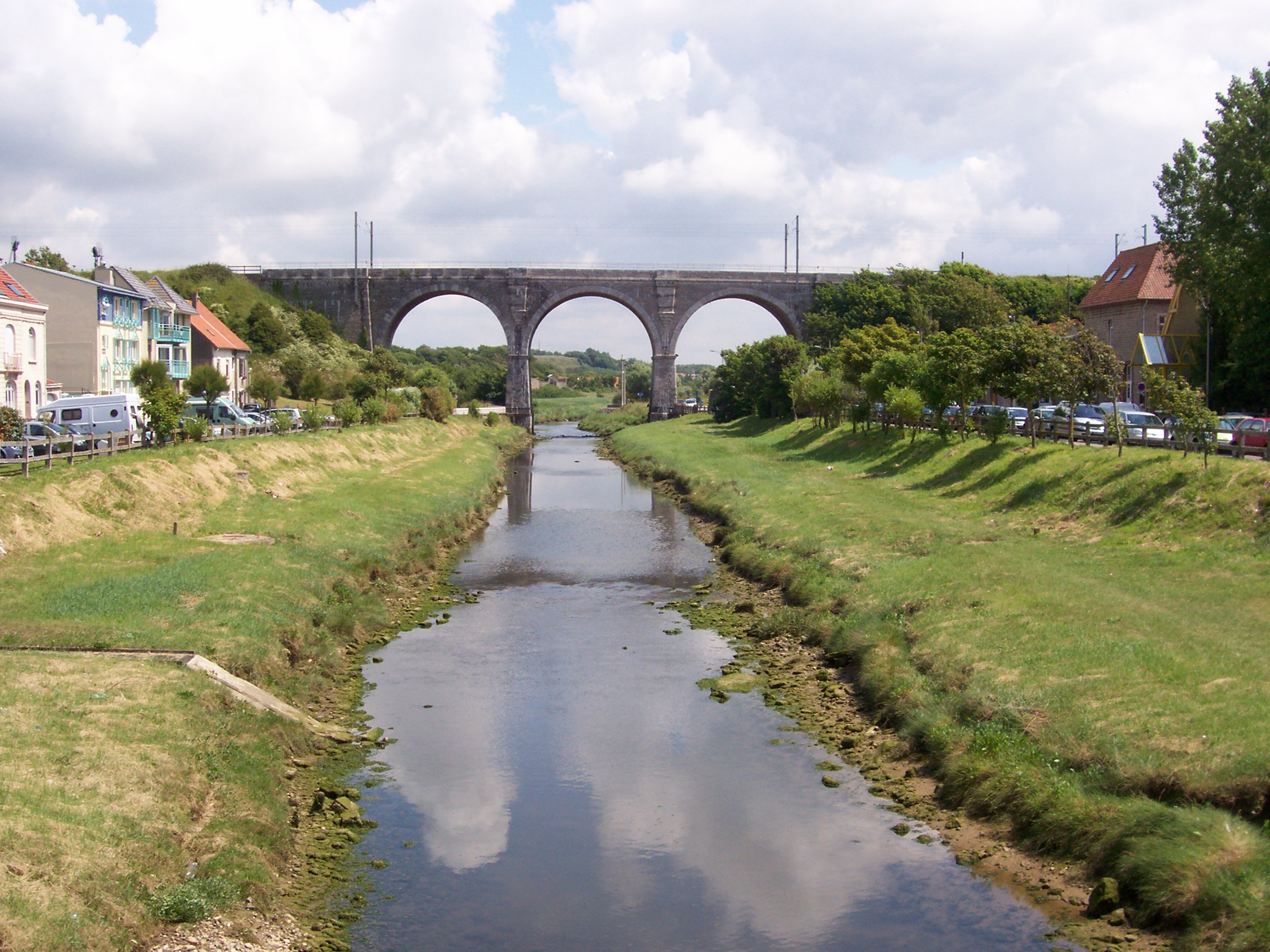
Le pont ferroviaire qui enjambe le Wimereux et sur lequel circulent les trains entre Calais et Boulogne.

#### Voies de communication
La commune est traversée par la route départementale RD 940 qui longe le littoral de Berck à Calais.
L'autoroute A16 dessert Wimereux par le biais des sorties  32 et  33. Elle permet de rejoindre Calais (en 25 min) et Dunkerque (en 50 min) au nord ainsi que Amiens (en 1 h 20 min) et Paris (en 2 h 30 min) vers le sud.
Au sein de la commune, les rues sont organisées selon des parallèles. Plusieurs ponts permettent de passer le Wimereux, dont l'un (rejoignant les deux parties de la digue) est uniquement piéton et peut être très exposé aux vagues lors des grandes marées, voire submergé en cas de surcote.

#### Transport ferroviaire
Une gare ferroviaire dessert la station, la gare de Wimille-Wimereux, desservie par des trains TER entre Boulogne-sur-Mer et Calais. Les grandes gares à proximité sont celles de Boulogne-Ville (à 15 min) et de Calais-Fréthun (à 20 min, par l'A16).
Dans la commune fonctionnait, de 1909 à 1914, la ligne de tramway d'Aubengue à Wimereux, une ancienne ligne de tramway qui circulait de Wimereux jusqu’au golf d'Aubengue.

#### Transports en commun
Wimereux est desservie par les lignes de bus du réseau urbain Marinéo. Elle est également desservie par la ligne de bus du réseau Oscar.

### Risques naturels et technologiques

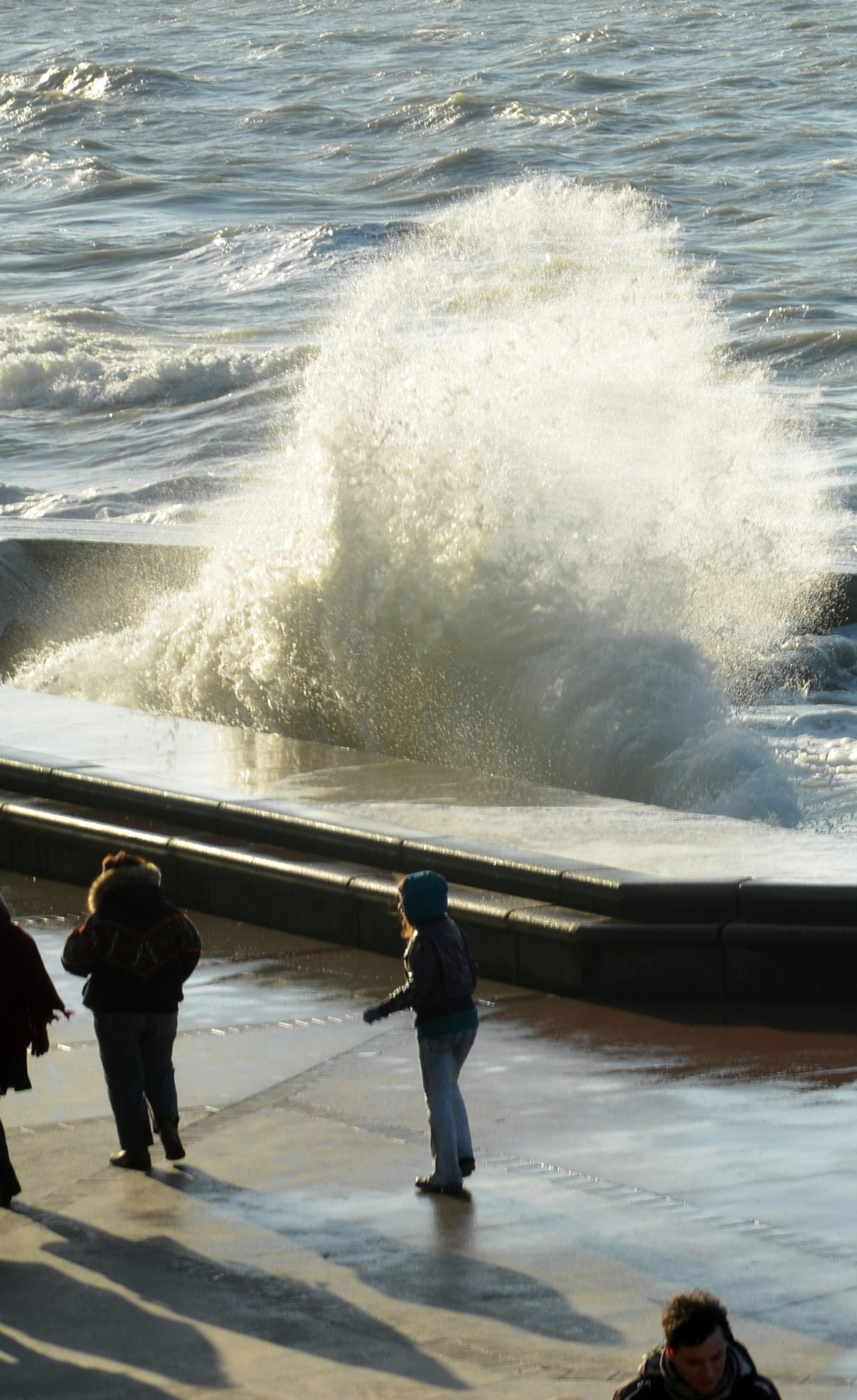
Digue de Wimereux, 25 décembre 2014, lors d'une marée avec surcote.

Comme toutes les villes littorales, Wimereux, comme Wissant est fortement exposée aux tempêtes. La commune est en outre vulnérable au phénomène d'érosion du trait de côte ; on observe notamment un recul relativement rapide de la falaise au nord et la digue est périodiquement dégradée ou localement détruite par les vagues et la baisse du niveau de sable de la plage. À long terme, une partie au moins de la commune est menacée de submersion marine à la suite de l'élévation du niveau de la mer. Le risque de tsunami est faible mais non nul. Selon une enquête de perception des risques conduite sur la côte d'Opale publiée en 2010, Wimereux et Wissant sont considérées par les personnes sondées comme les deux communes les plus à risque pour la Côte d'Opale. Lors de cette enquête, 43,5 % des sondés estimaient les mesures de protection (digues, enrochements, épis...) efficaces, et 40,9 % estimaient qu'elles étaient « inefficaces voire inutiles ». 15,7 % ne se prononçant pas.

## Toponymie
Le nom de la localité est attesté sous les formes Wimerenc au XIIIe siècle ; Wimerreue en 1305 ; Wimereue en 1338 ; Wimerrewe en 1416 ; Wymereue en 1506 et Wimereux depuis 1899, date à laquelle ce hameau de Wimille est érigé en commune.
Au XXe siècle, on la surnommait la « Nice du Nord ».
Toponyme dérivé d'un hydronyme, celui du cours d'eau du même nom, la ville ayant été construite à son embouchure. Wimereux tire son nom du fleuve situé à l'emplacement où la ville a été construite. À ses origines, Wimereux était lié à la commune de Wimille dont il s'est détaché en 1899. Wimereux ou Wimerive avait été nommée ainsi du fait que ce lieu était le rivage de la Wime, Wimii-ripa. Cette rivière s'appelait autrefois la Vime (écrit avec un V).

### Prononciation
Tout comme les communes proches de Wimille ou Wissant, la prononciation du nom de la commune (« huimereux », « vimereux » ou « ouimereux ») n'est pas strictement définie et aucune n'est donc réellement incorrecte.
La prononciation locale est /ɥimʁø/ (huimereux). La prononciation ancienne est /wimʁø/ (ouimereux) conformément à la façon de prononcer la lettre W en picard, en flamand et en vieux néerlandais (semblable à l'anglais dans week-end). De la même manière, de nombreux Boulonnais prononcent encore aujourd'hui, par exemple, le mot wagon « ouagon » et non pas « vagon » comme en français standard. Tandis que la prononciation avec /v/ initial articulé reflète une francisation.

## Histoire

### Premières occupations humaines
À Wimereux, les premières traces relevées sont datées vers 500 000/700 000 av. J.-C. (silex, bifaces). Le climat est chaud (présence d'éléphants, félins…) ; les Hommes vivent de chasse, pêche et cueillette.
Le territoire est touché par le maximum glaciaire de la glaciation de Würm il y a environ 20 000 ans. Le climat s'adoucit ensuite aux alentours de 8 000 av. J.-C.
Différents envahisseurs celtes (les Morins) s'implantent dans la région et développent le commerce avec les îles Britanniques.
Puis, à la suite de la guerre des Gaules, les Romains occupent la Gaule durant près de 300 ans. Le Boulonnais est inclus dans la Gaule belgique.
Les invasions barbares détruisent Boulogne (Bolonia) au IIIe siècle. La ville est reconstruite au IVe siècle, l'économie locale renaît. Au début du Ve siècle, les Germains envahissent la Gaule. Vers 481, Clovis devient roi des Francs et unifie les territoires (Nord de la France et Belgique, puis une grande majorité du périmètre actuel de la France).

### Moyen Âge
La dynastie mérovingienne qui succède aux Francs, puis l'empire carolingien (Charlemagne) couvrent le début de la période médiévale. Wimille est rattachée au comté de Boulogne, la région est convertie au christianisme, puis subit plusieurs guerres. Philippe-Auguste (dynastie des Capétiens) gagne la bataille de Bouvines en 1214 et reprend le nord de la France.
Il s’ensuit une paix durable, jusqu'à la guerre de Cent Ans. À partir de 1347, Wimille a des voisins britanniques, Calais devenant anglaise jusqu'en 1559. La région est ainsi l'objet de fréquentes batailles. La peste noire frappe de plus le Boulonnais de 1347 à 1350, avec environ 32 % des foyers touchés.

### Époque moderne

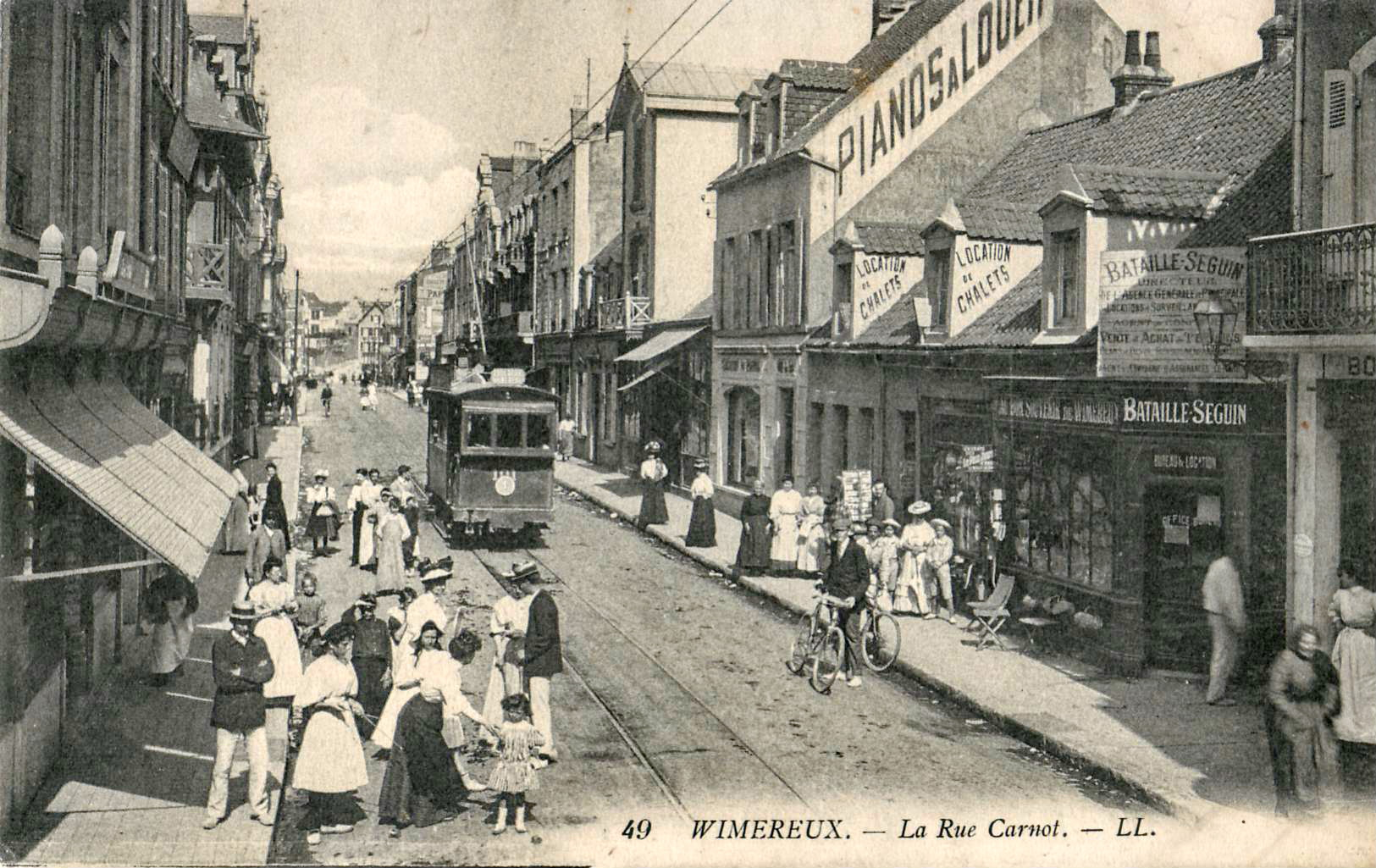
La commune fut desservie par le Tramway d'Aubengue à Wimereux et le tramway de Boulogne-sur-Mer, dont on voit ici une rame rue Carnot, avant la Première Guerre mondiale.

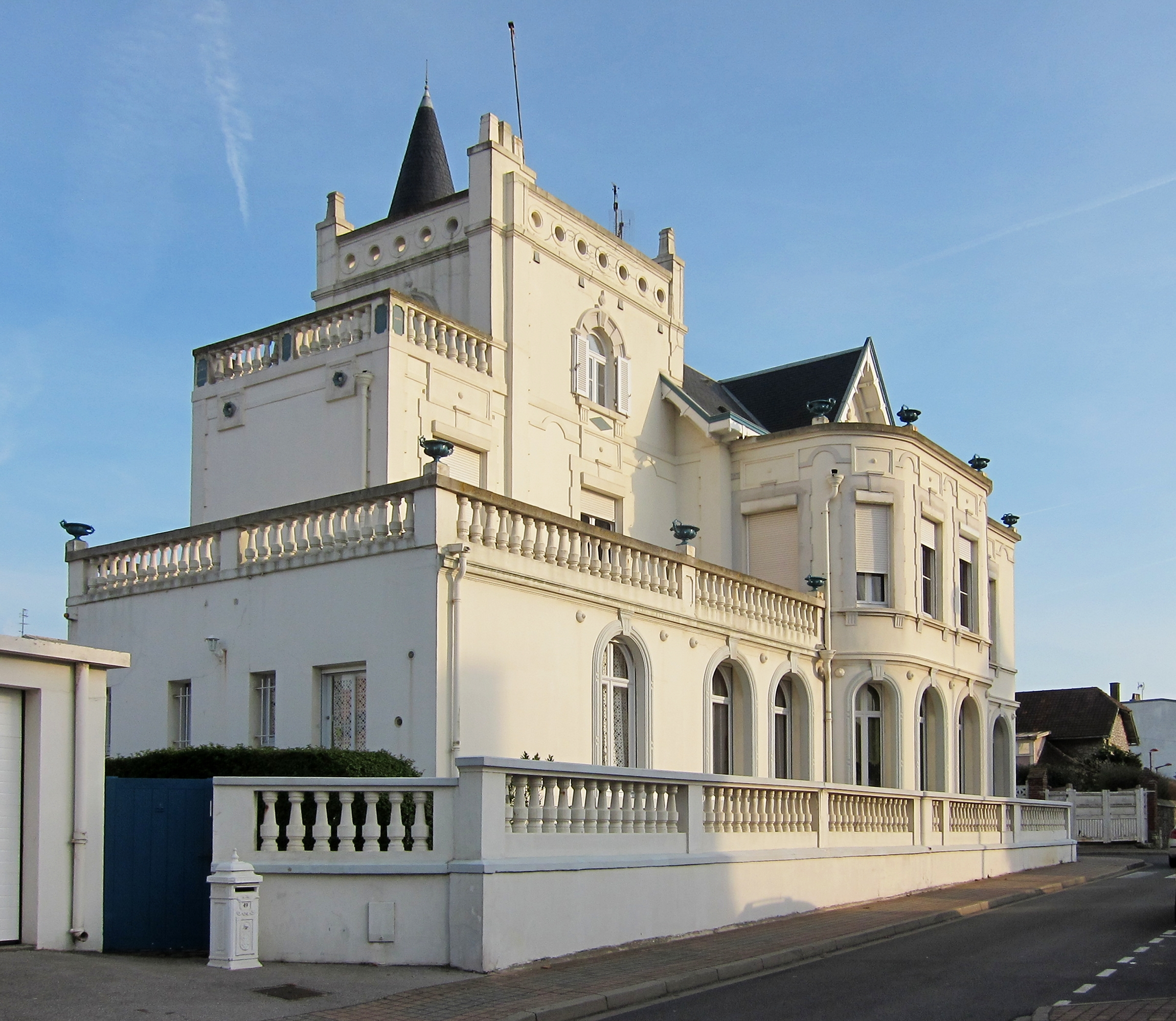
Villa Le bon accueil.

À l'embouchure du Wimereux, Vauban a construit au XVIIe siècle l'un des forts de protection du littoral dont les ruines, qui se dressaient encore au milieu de la mer jusqu'aux années 1940, se sont effondrées depuis.
Les aéronautes Jean-François Pilâtre de Rozier et Pierre-Ange Romain tombent et se tuent à Wimereux en 1785 dans le premier accident aérien de l'histoire.

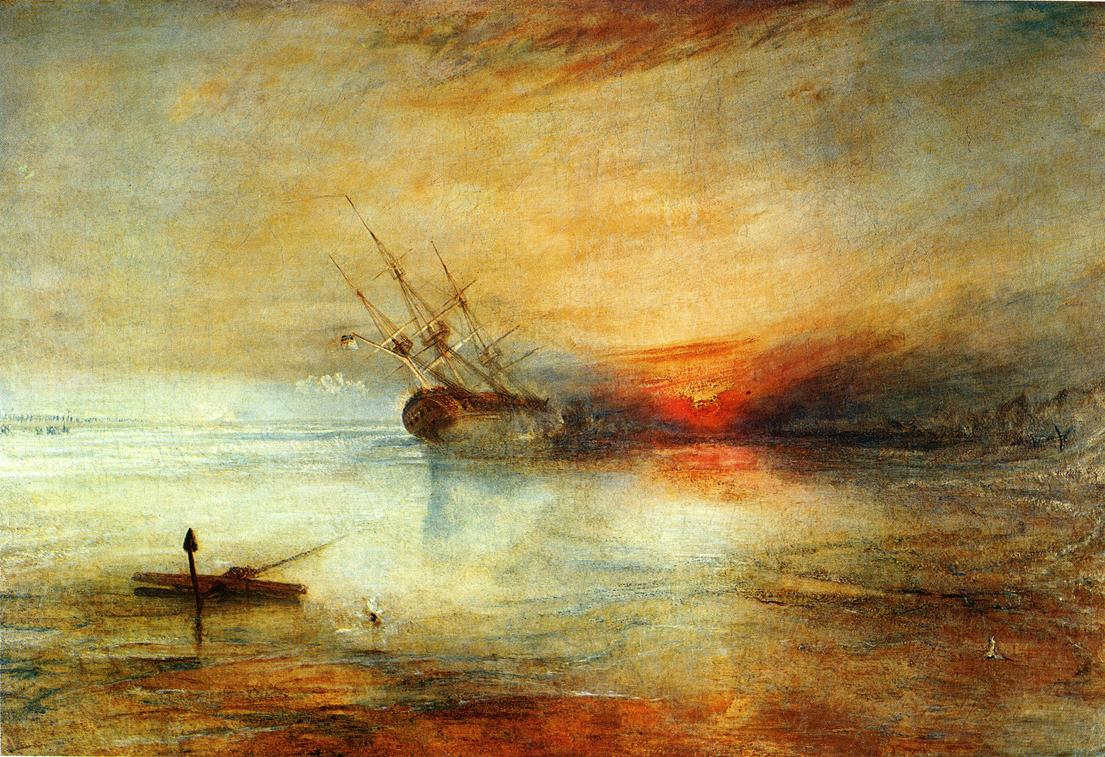
Fort Vimieux,1831
William Turner
Collection privée

Le peintre anglais William Turner dans son tableau intitulé Fort Vimieux fait référence à une action navale au large de Wimereux. Une des divisions rassemblées par Napoléon en 1804 et 1805 pour l'invasion de la Grande-Bretagne, celle commandée par le capitaine Daugier, occupait le port. La flotte britannique, le 18 juillet 1805 avec une escadre des navires l'Immortalité, le Hebe et l'Arabe, incitait les navires français à s'aventurer au-delà de la portée des batteries le long de la côte.
Turner s'est probablement rendu à Wimereux en 1829 alors qu’il rassemblait du matériel pour son projet ambitieux d’illustrer le paysage des «Grands fleuves d’Europe», finalement limité aux fleuves français.
Au XIXe siècle, l'arrivée du train bouleverse l'économie et les paysages (dans ce paysage vallonnée, coupée de vallées profondes et composés de substrats géologiques localement complexes, il faut creuser des tunnels (tunnel de Malbrouck), construire des remblais et des ponts notamment au-dessus du fleuve Wimereux. Dans les années 1830, on s'est demandé« s'il ne convenait pas de traverser le Wimereux un peu plus bas, en augmentant la pente au-delà de Malbrouck, laquelle n'atteindrait pas encore 3 millièmes » pour notamment avoir sur le Wimereux et la Slaque des « remblais moins dispendieux », mais le parcours en aurait été augmenté au moins de 5 800 m et imposé une pente de 5 millièmes  pour la descente de Calais. Il  aussi été envisagé une ligne plus courte entre Calais et Boulogne, mais il aurait fallu « traverser Wimereux à une plus grande hauteur » et construire « à Maninghen entre le Wimereux et la Selaque un souterrain de 1500 mètres ».
En 1840, lors de sa tentative de coup d'État pour réimplanter l'Empire, Louis Napoléon Bonaparte, futur Napoléon III, débarque à Wimereux avec l'intention de soulever la garnison de Boulogne-sur-Mer. La tentative échoue.
C'est aussi à Wimereux qu'on installe début 1899 une antenne pour permettre les communications radio avec South Foreland, établissant un nouveau record (48 km) de distance.
Avant cela une communication avait pu être établie entre l'antenne de Wimereux et l'Ibis (un Aviso de la marine française, équipé pour la circonstance d'une antenne de 22 m) qui avait été positionné à 19 km de là, de manière que les hauteurs des falaises du Cap Gris-Nez soit situé entre ces deux points. On a montré à cette occasion qu'un obstacle matériel de ce type ne s'opposait pas à la communication par onde radioélectrique. C'est aussi Wimereux qui est choisi pour faire avec la côte anglaise les expériences de syntonisation (1er dispositif de protection d'une communication radio par le choix d'une fréquence identique pour l'émetteur et le récepteur) proposés par M. Marconi qui avait nommé ce dispositif jigger lors d'une conférence faite le 2 février 1900 devant la Royal Institution de Londres. L'expérience fut interrompue à peine commencée « suite à un accident survenu à l'inventeur », mais a eu le temps de prouver qu'au-delà d'une certaine distance le système fonctionnait.

### Époque contemporaine
Station balnéaire créée sous le Second Empire, Wimereux a pris le nom du fleuve qui se jette dans la mer à l'endroit où la ville a été construite. Le territoire de Wimereux appartenait à l'origine à la commune de Wimille dont Wimereux s'est détaché en 1899.

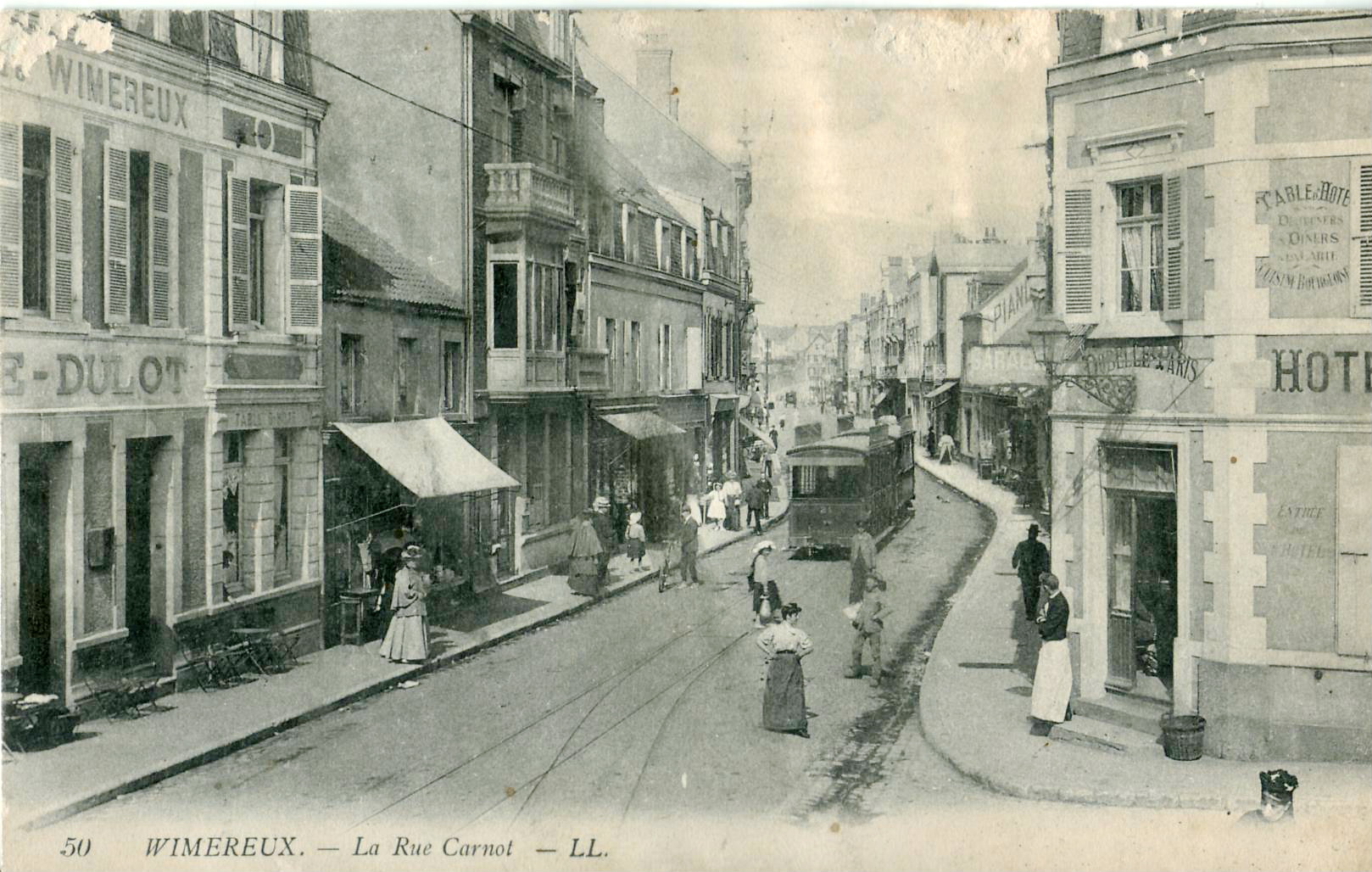
La rue Carnot, avant la Première Guerre mondiale
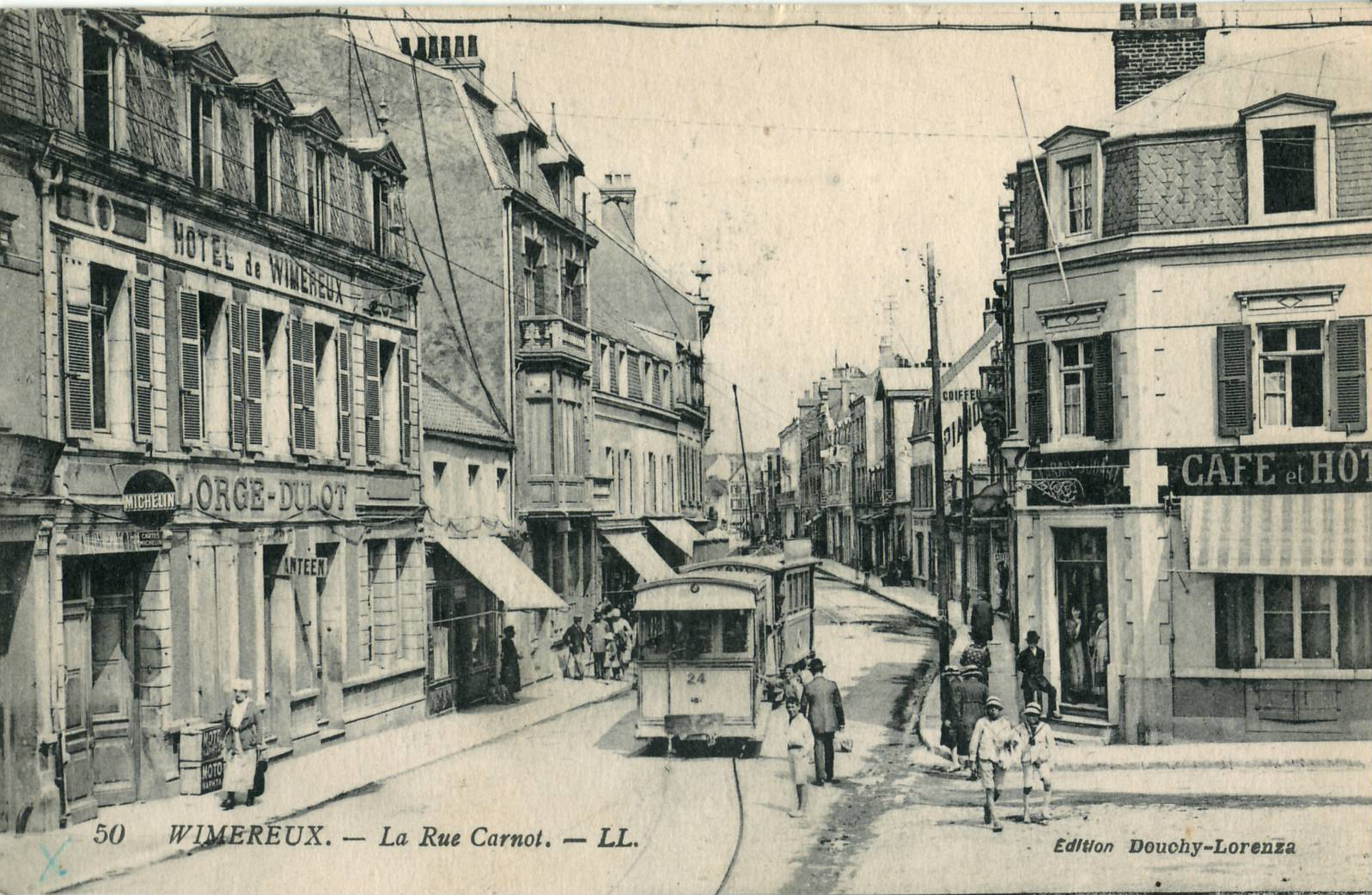
... et dans l'entre-deux-guerres.

Wimereux constitue un ensemble architectural remarquable de maisons et d'immeubles typiques de la Belle Époque qui continuent à être entretenus.
Les parents de Charles de Gaulle avaient coutume d'y effectuer des séjours avec leurs enfants, et le général y passa donc plusieurs vacances en famille durant son enfance.
La station balnéaire de Wimereux a été en partie ravagée en 1945.
La commune est décorée de la croix de guerre 1939-1945 le 11 novembre 1948, distinction également attribuée à 28 autres communes du Pas-de-Calais.
À l'origine résidence secondaire des familles aisées de Lille et de Paris. Wimereux attire aussi des Britanniques, des Belges qui viennent s'y installer.

## Politique et administration

### Découpage territorial
La commune se trouve dans l'arrondissement de Boulogne-sur-Mer du département du Pas-de-Calais.

#### Commune et intercommunalités
Wimereux fait partie de la communauté d'agglomération du Boulonnais (CAB) et du regroupement de trois structures intercommunales appelé Pays Boulonnais. Le siège de ces deux regroupements est Boulogne-sur-Mer.

#### Circonscriptions administratives
La commune est rattachée au canton de Boulogne-sur-Mer-1.

#### Circonscriptions électorales
Pour l'élection des députés, la commune fait partie de la cinquième circonscription du Pas-de-Calais.

### Élections municipales et communautaires
Le vote des 6 307 Wimereusiens suit globalement le vote des Français.
Francis Ruelle devient maire à la suite des élections municipales de mars 2001..
Aux élections présidentielles de 2002, Jacques Chirac arrive en tête au premier tour dans la commune avec 18,80 % des voix, devant Jean-Marie Le Pen et Lionel Jospin. Aux élections de 2007, Nicolas Sarkozy recueille 30,39 % des votes au premier tour devant Ségolène Royal, et 53,91 % au second tour. Aux élections de 2012, c'est le socialiste François Hollande qui s'impose d'une courte tête devant Nicolas Sarkozy avec 28,17 % des voix au premier tour et 51,75 % au second.
Les Wimereusiens soutiennent Emmanuel Macron à la présidentielle de 2017, en le mettant en tête des votes au premier comme au second tour. Le candidat du parti d'Emmanuel Macron aux législatives, Jean-Pierre Pont, arrive également en tête avec 36,76 % à Wimereux.
Le maire sortant Francis Ruelle annonce dès juillet 2019 qu'il ne se représente pas.
Le premier tour des élections municipales de 2020 se déroule le 15 mars.
Six listes s'affrontent.
Le confinement lié à la pandémie de Covid-19 retarde de trois mois la tenue du second tour, qui a lieu le 28 juin.
Celui-ci se solde par une quadrangulaire, comme trois autres communes du département du Pas-de-Calais : Marœuil, Dourges, et Meurchin.
S'y affrontent Aurélien Portuese (divers centre, 32,46 % au premier tour), Jean-Luc Dubaele (divers droite, 23,52 %), Catherine Papyle-Lefebure (liste écologiste, 18,77 %) et Joël Fernagut (divers droite, 11,51 %).
Soutenu par l'ancien Maire Francis Ruelle, Jean-Luc Dubaele est élu avec 45,43 % des suffrages.
Derrière lui, Aurélien Portuese avec 31,34 % des voix, Catherine Papyle Lefebure avec 16,55 % et Joël Fernagut avec 6,68 %
La participation au second tour à Wimereux, s’élève à 53,75 %.

### Liste des maires
| Période                                  | Période                    | Identité                  | Étiquette | Qualité |
| ---------------------------------------- | -------------------------- | ------------------------- | --------- | --- |
| Les données manquantes sont à compléter. |                            |                           |           | |
| 1899                                     | 1900                       | Dagobert Soehnlin         |           | |
| 1900                                     | 1902                       | Polux Pajot               |           | |
| 1902                                     | 1908                       | Léon Delcourt             |           | |
| 1908                                     | 1910                       | Ernest Verbeke            |           | Médecin |
| 1910                                     | 1912                       | Théophile Dobelle         |           | |
| 1912                                     | 1916                       | Eugène Leroy              |           | Entrepreneur |
| 1919                                     | 1922                       | Maurice Dibos (1855-1931) |           | Ingénieur maritime Chevalier de la Légion d'honneur |
| 1922                                     | 1928                       | François Mahieu           |           | Médecin |
| 1928                                     | 1931                       | Eugène Leroy              |           | Entrepreneur |
| 1932                                     | 1935                       | François Mahieu           |           | Médecin |
| 1935                                     | 1941                       | Henri Cacan               |           | |
| 1942                                     | 1945                       | Désiré Potterie           |           | |
| 1945                                     | mars 1959                  | Henri Sagnier             |           | |
| mars 1959                                | 1967                       | Marie-Émile Poirot        |           | Colonel |
| 1967                                     | mars 1977                  | Jean Herlem               |           | Entrepreneur en travaux publics |
| mars 1977                                | juin 1978                  | Georget Caux              | PS        | Directeur commercial |
| juin 1978                                | mars 1989                  | Jacques Bresson           | DVD       | Docteur en médecine, maire honoraire (2020) |
| mars 1989                                | juin 1995                  | Dominique Dupilet         | PS        | Directeur de maison de jeunes Député du Pas-de-Calais (6e circ.) (1977 → 1986 et 1988 → 2002) Conseiller général de Boulogne-sur-Mer-Nord (1979 → 1985) Conseiller général de Boulogne-sur-Mer-Nord-Ouest (1985 → 2015) Président du conseil général (2004 → 2014) |
| juin 1995                                | mars 2001                  | Marc Choain (1927-2012)   | PS        | |
| mars 2001                                | juin 2020                  | Francis Ruelle            | DVD       | Médecin généraliste, |
| juillet 2020                             | En cours (au 31 mars 2022) | Jean-Luc Dubaële          | DVG       | Commerçant, Conseiller départemental de Boulogne-sur-Mer-1 (2021 → ) |

### Jumelages
La commune est jumelée avec :
| Ville | Ville         | Pays | Pays        | Période     |
| ----- | ------------- | ---- | ----------- | ----------- |
|       | Herne Bay     |      | Royaume-Uni | depuis 1995 |
|       | Schmallenberg |      | Allemagne   | depuis 1971 |

## Équipements et services publics

### Espaces publics
La ville de Wimereux a obtenu trois fleurs au Concours des villes et villages fleuris.
En 2024, la commune obtient le label « Ville de surf » décerné par la Fédération française de surf.

### Enseignement
La commune est située dans l'académie de Lille et dépend, pour les vacances scolaires, de la zone B.
Elle dispose de cinq établissements scolaires : deux écoles maternelles publics, deux écoles élémentaires publics et une école primaire privé.
Wimereux accueille également une antenne du Conservatoire à Rayonnement Départemental du Boulonnais, établissement d'enseignement de musique et de danse également implanté à Boulogne-sur-Mer et à Saint-Martin-Boulogne.

#### Enseignement supérieur et recherche
Il existait au XIXe siècle un « laboratoire maritime » situé à la Pointe aux Oies, qui fut détruit durant la Seconde Guerre mondiale (en 1940).
C'est grâce à lui qu'à Wimereux en 1879 a débuté l'algologie du Nord de la France, grâce à un ouvrage intitulé « liste d'algues observées à Wimereux » publié par le botaniste Monnier (1879). Selon le Pr Géhu (1964), cette liste était très incomplète et comportait quelques erreurs de nom d'espèces mais elle est la première à citer précisément les sites de récolte de la plupart des algues décrites.

Dix ans plus tard (1890), c'est le professeur Giard qui a complété les observations de Monnier (son élève) dans un rapport d'activité de la station, mais entre-temps, Ferdinand Debray avait publié en 1883 un fascicule intitulé Les algues marines du nord de la France puis (en 1885) un Catalogue des algues marines du nord de la France, puis en 1897 un guide de l'algologue et un recueil intitulé Florule des algues du nord de la France.
Wimereux accueille encore aujourd'hui des bâtiments universitaires : la station marine de Wimereux, Département de la Faculté des Sciences et Technologies de l'université de Lille, et la Maison de la Recherche en Environnement Naturel (MREN), centre de recherche dépendant de l'université du Littoral-Côte-d'Opale. Les recherches effectuées dans ces deux bâtiments se font en commun, au sein du Laboratoire d’Océanologie et de Géosciences (LOG), unité mixte de recherche (UMR) du centre national de la recherche scientifique (CNRS). Le LOG est la seule UMR de la Côte d'Opale. Environ 100 personnes travaillent quotidiennement dans ce laboratoire (35 chercheurs, 20 personnels techniques et administratifs, 25 doctorants et 20 CDD). Les recherches effectuées portent sur l'océanologie (biologie, chimie, physique, géologie).

### Santé
Un centre hospitalier est présent à Boulogne-sur-Mer et une polyclinique à Saint-Martin-Boulogne.

## Population et société

### Démographie
Les habitants sont appelés les Wimereusiens.

#### Évolution démographique
L'évolution du nombre d'habitants est connue à travers les recensements de la population effectués dans la commune depuis 1901. Pour les communes de moins de 10 000 habitants, une enquête de recensement portant sur toute la population est réalisée tous les cinq ans, les populations de référence des années intermédiaires étant quant à elles estimées par interpolation ou extrapolation. Pour la commune, le premier recensement exhaustif entrant dans le cadre du nouveau dispositif a été réalisé en 2008.

En 2022, la commune comptait 6 307 habitants, en évolution de −7,18 % par rapport à 2016 (Pas-de-Calais : −0,72 %, France hors Mayotte : +2,11 %).
| 1901  | 1906  | 1911  | 1921  | 1926  | 1931  | 1936  | 1946  | 1954  |
| ----- | ----- | ----- | ----- | ----- | ----- | ----- | ----- | ----- |
| 1 109 | 1 370 | 1 498 | 2 208 | 2 335 | 2 434 | 2 574 | 2 829 | 3 734 |

| 1962  | 1968  | 1975  | 1982  | 1990  | 1999  | 2006  | 2008  | 2013  |
| ----- | ----- | ----- | ----- | ----- | ----- | ----- | ----- | ----- |
| 4 198 | 5 241 | 6 712 | 7 023 | 7 109 | 7 493 | 7 410 | 7 386 | 7 010 |

| 2018  | 2022  | - | - | - | - | - | - | - |
| ----- | ----- | - | - | - | - | - | - | - |
| 6 356 | 6 307 | - | - | - | - | - | - | - |

#### Pyramide des âges
En 2018, le taux de personnes d'un âge inférieur à 30 ans s'élève à 29,9 %, soit en dessous de la moyenne départementale (36,7 %). À l'inverse, le taux de personnes d'âge supérieur à 60 ans est de 32,0 % la même année, alors qu'il est de 24,9 % au niveau départemental.
En 2018, la commune comptait 2 985 hommes pour 3 371 femmes, soit un taux de 53,04 % de femmes, légèrement supérieur au taux départemental (51,50 %).
Les pyramides des âges de la commune et du département s'établissent comme suit.
| Hommes | Classe d’âge | Femmes |
| ------ | ------------ | ------ |
| 0,4    | 90 ou +      | 2,4    |
| 6,3    | 75-89 ans    | 10,8   |
| 21,2   | 60-74 ans    | 22,6   |
| 23,0   | 45-59 ans    | 22,6   |
| 15,5   | 30-44 ans    | 15,1   |
| 16,0   | 15-29 ans    | 11,6   |
| 17,6   | 0-14 ans     | 15,0   |

| Hommes | Classe d’âge | Femmes |
| ------ | ------------ | ------ |
| 0,5    | 90 ou +      | 1,6    |
| 5,6    | 75-89 ans    | 8,9    |
| 16,7   | 60-74 ans    | 18,1   |
| 20,2   | 45-59 ans    | 19,2   |
| 18,9   | 30-44 ans    | 18,1   |
| 18,2   | 15-29 ans    | 16,2   |
| 19,9   | 0-14 ans     | 17,9   |

### Manifestations culturelles et festivités
- La fête du nautisme
- Le week-end de l'air
- La fête de la moule
- Les concerts sur la digue

### Sports et loisirs

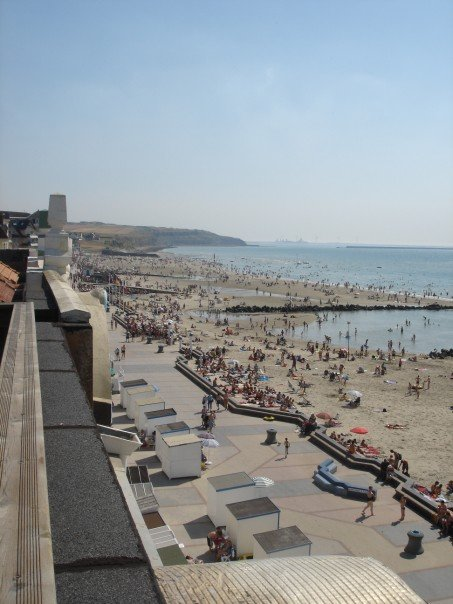
La digue de Wimereux et la plage.

Le Club Nautique de Wimereux (CNW) permet la pratique de l'optimist, de la planche à voile (plusieurs champions de renommée internationale sont issus du club, comme Pascal Maka, ou plus récemment Alice Arutkin et Jules Denel), du catamaran, du kayak de mer, du char à voile et du kitesurf.
Le golf de Wimereux, parcours de 18 trous, est l'un des plus anciens de France. Wimereux possède également des équipements permettant la pratique de nombreux autres sports (tennis, sports collectifs…).
Des sentiers de randonnées parcourent également le territoire, notamment le GR120 le long de la côte.
Les 10 et 11 septembre 2022, la commune et les 2 Caps, cap Gris-Nez et cap Blanc-Nez, accueillent la 15e édition du trail national Côte d'Opale et l'arrivée des deux journées. Le départ des épreuves de ces deux journées a lieu à Audinghen.

#### Pistes cyclables
La piste cyclable « La Vélomaritime », partie côtière française de la « Véloroute de l’Europe - EuroVelo 4 », qui relie Roscoff en France à Kiev en Ukraine sur 5 100 km, traverse la commune, en venant de Boulogne-sur-Mer pour desservir Ambleteuse,.

#### Sentier pédestre
Le sentier de grande randonnée GR 120 ou GR littoral (partie du sentier européen E9 allant du Portugal à l'Estonie), appelé aussi sentier des douaniers, traverse la commune en longeant la côte.

### Culte
L'église de l'Immaculée-Conception.

## Économie

### Revenus de la population et fiscalité
En 2021, la commune compte 3 039 ménages fiscaux, regroupant 6 721 personnes.
Le revenu fiscal médian par ménage, le taux de pauvreté des ménages et la part des ménages fiscaux imposés de la commune, du département du Pas-de-Calais et de la métropole sont les suivants :
- le revenu fiscal médian par ménage de la commune est de 24 310 €, supérieur à celui du département du Pas-de-Calais (20 720 €) et supérieur à celui de la France métropolitaine (23 080 €)[Insee 6],[Insee 7],[Insee 8] ;
- le taux de pauvreté des ménages de la commune est de 13 %, de 18,4 % au niveau du département et de 14,9 % au niveau de la métropole[Insee 9],[Insee 10],[Insee 11] ;
- la part des ménages fiscaux imposés dans la commune est de 56 %, de 44,1 % au niveau du département et de 53,4 % au niveau de la métropole[Insee 6],[Insee 7],[Insee 8].

### Emploi
|                       | 2011   | 2016   | 2022   |
| --------------------- | ------ | ------ | ------ |
| Commune               | 15,1 % | 14,3 % | 10,5 % |
| Département           | 11,3 % | 13,7 % | 11,2 % |
| France métropolitaine | 11,6 % | 13,7 % | 11,7 % |

En 2022, la population âgée de 15 à 64 ans s'élève à 3 444 personnes, parmi lesquelles on compte 74,6 % d'actifs (66,8 % ayant un emploi et 7,9 % de chômeurs) et 25,4 % d'inactifs,. En 2022, le taux de chômage communal (au sens du recensement) des 15-64 ans est inférieur à celui du département et inférieur à celui de la France métropolitaine.
La commune fait partie de la couronne de l'aire d'attraction de Boulogne-sur-Mer, du fait qu'au moins 15 % des actifs travaillent dans le pôle,. Elle compte 1 516 emplois en 2022, contre 1 341 en 2016 et 1 421 en 2011. Le nombre d'actifs ayant un emploi résidant dans la commune est de 2 351, soit un indicateur de concentration d'emploi de 64,5 et un taux d'activité parmi les 15 ans ou plus de 49,4 %.
Sur ces 2 351 actifs de 15 ans ou plus ayant un emploi, 1 828 travaillent dans la commune, soit 78 % des habitants. Pour se rendre au travail, 79,6 % des habitants utilisent une voiture, un camion ou une fourgonnette, 7,0 % les transports en commun, 9,9 % s'y rendent en deux-roues motorisé, à vélo ou à pied et 3,5 % n'ont pas besoin de transport (travail au domicile).

### Entreprises et commerces

#### Activités hors agriculture
539 établissements marchands non agricoles sont économiquement actifs en 2022 à Wimereux,,.
| Secteur d'activité                                                                                        | Commune | Commune | Département |
| Secteur d'activité                                                                                        | Nombre  | %       | %           |
| --- | ------- | ------- | ----------- |
| Ensemble                                                                                                  | 539     | 100 %   | (100 %)     |
| Industrie manufacturière, industries extractives et autres                                                | 25      | 4,6 %   | (5,3 %)     |
| Construction                                                                                              | 28      | 5,2 %   | (11,7 %)    |
| Commerce de gros et de détail, transports, hébergement et restauration                                    | 147     | 27,3 %  | (22,5 %)    |
| Information et communication                                                                              | 12      | 2,2 %   | (3,6 %)     |
| Activités financières et d'assurance                                                                      | 44      | 8,2 %   | (5,3 %)     |
| Activités immobilières                                                                                    | 50      | 9,3 %   | (5,7 %)     |
| Activités spécialisées, scientifiques et techniques et activités de services administratifs et de soutien | 93      | 17,3 %  | (20,2 %)    |
| Administration publique, enseignement, santé humaine et action sociale                                    | 97      | 18,0 %  | (15,8 %)    |
| Autres activités de services                                                                              | 43      | 8,0 %   | (9,9 %)     |

Le secteur du commerce de gros et de détail, transports, hébergement et restauration est prépondérant sur la commune puisqu'il représente 27,3 % du nombre total d'établissements de la commune (147 sur les 539 entreprises implantées  à Wimereux), contre 22,5 % au niveau départemental.

#### Agriculture
La commune est dans le « Boulonnais », une petite région agricole dans le département du Pas-de-Calais. En 2020, l'orientation technico-économique de l'agriculture  sur la commune est la polyculture et/ou le polyélevage. 
|               | 1988 | 2000 | 2010 | 2020 |
| ------------- | ---- | ---- | ---- | ---- |
| Exploitations | 12   | 4    | 5    | 2    |
| SAU (ha)      | 215  | 198  | 243  | 147  |

Le nombre d'exploitations agricoles en activité et ayant leur siège dans la commune est passé de 12 lors du recensement agricole de 1988 à 4 en 2000 puis à 5 en 2010 et enfin à 2 en 2020, soit une baisse de 83 %. La surface agricole utilisée sur la commune a également diminué, passant de 215 ha en 1988 à 147 ha en 2020 (soit - 31,63 %). Parallèlement la surface agricole utilisée moyenne par exploitation a augmenté, passant de 18 à 74 ha,.

### Tourisme

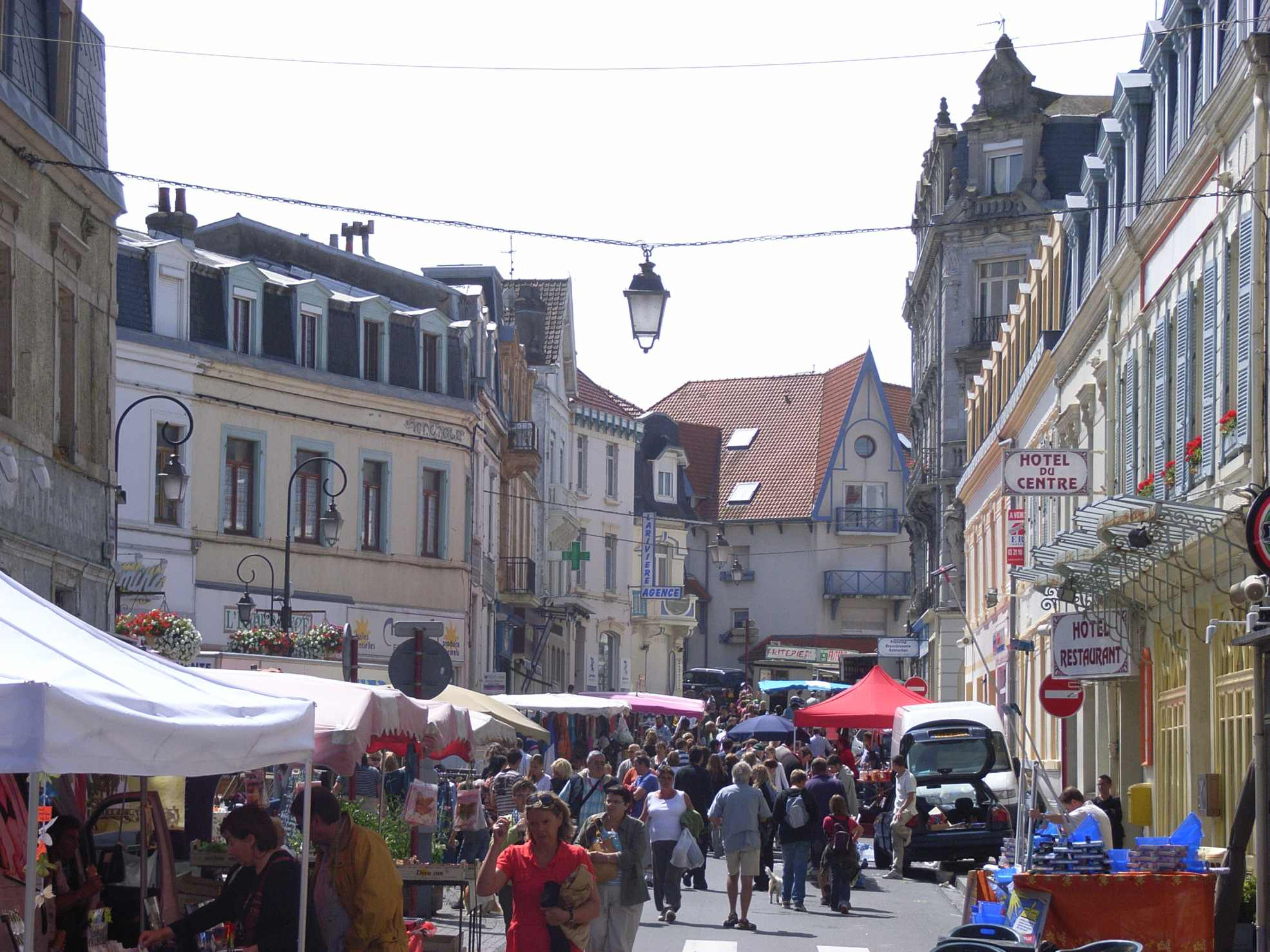
Le marché de Wimereux.

La station balnéaire de Wimereux rencontre un succès important l'été. Elle attire de nombreux Français (Boulonnais, Nordistes, Parisiens…) mais aussi des Britanniques, des Belges ou encore des Russes. On dénombre beaucoup de résidences secondaires.
De nombreux commerces (alimentaires, vêtements, boutiques souvenir…), des banques, des restaurants et bars sont implantés dans le centre de Wimereux et le long de la digue.
Elle est classée « station de tourisme » par décret du 1er août 2013.

#### Hôtellerie et camping
Au 1er janvier 2025, la commune dispose de six hôtels pour une capacité totale de 110 chambres et de trois campings totalisant 404 emplacements.

## Culture locale et patrimoine

### Lieux et monuments

#### Site classé
Un site classé ou inscrit est un espace (naturel, artistique, historique…) profitant d'une conservation en l'état (entretien, restauration, mise en valeur...) ainsi que d'une préservation de toutes atteintes graves (destruction, altération, banalisation...) en raison de son caractère remarquable au plan paysager. Un tel site justifie un suivi qualitatif, notamment effectué via une autorisation préalable pour tous travaux susceptibles de modifier l'état ou l'apparence du territoire protégé.
Dans ce cadre, la commune présente un site classé par arrêté du 28 novembre 1927 : le fort de Croÿ, sis sur la plage,.

#### Monuments historiques
Sur la commune se trouve deux monuments historiques :
- le mémorial de la Légion d'honneur dit pierre Napoléon. Ce monument fait l’objet d’un classement au titre des monuments historiques depuis le 20 avril 1943[80] ;
- la villa Les Mauriciens possède une façade et une toiture remarquables. On peut également noter le décor intérieur des pièces du rez-de-chaussée, le vestibule, la cage d'escalier et l'escalier ainsi que la salle de billard au premier étage. Cette villa fait l’objet d’une inscription au titre des monuments historiques depuis le 2 février 2016[81].

#### Autres lieux et monuments

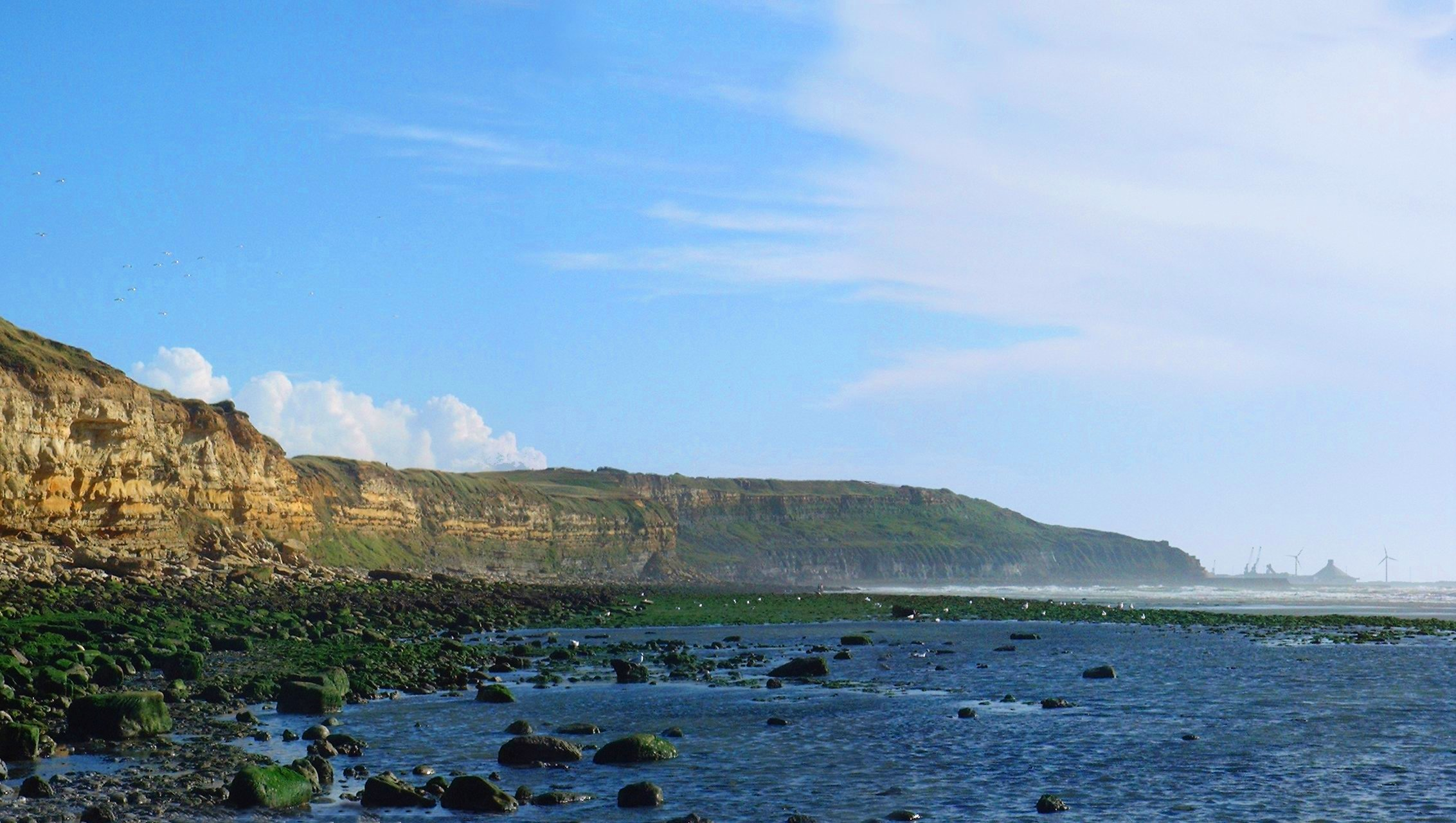
Falaises au sud de Wimereux.

- L'église de l'Immaculée-Conception de Wimereux.
- L'église du Christ ressuscité, ouverte au culte en 1974; le clocher séparé a été édifié sur un ancien blockhaus; elle est un des seuls exemplaires de bâtiment religieux, inspiré par le mouvement Bauhaus. Elle est faite de béton et de verre[82].
- Le site préhistorique de la Pointe aux Oies.
- L'ensemble de villas de la Belle Époque.
- La station marine de Wimereux.
- Les collections d'outils paléolithiques de Charles Belart.
- La gare de Wimille - Wimereux.
- La batterie de la Crèche, construite en 1878-1879 à l'emplacement du fort de Terlincthun, construit, sur le même plan que le fort de l'Heurt au Portel, de 1806 à 1808 et démantelé en 1864.
- Le Wimereux Communal Cemetery, cimetière faisant partie des 139 sites mémoriels et funéraires de la Première Guerre mondiale inscrits au patrimoine mondial de l'UNESCO lors de la 45e session du Comité du patrimoine mondial[83].
- Le monument aux morts[84].

#### Galerie de villas

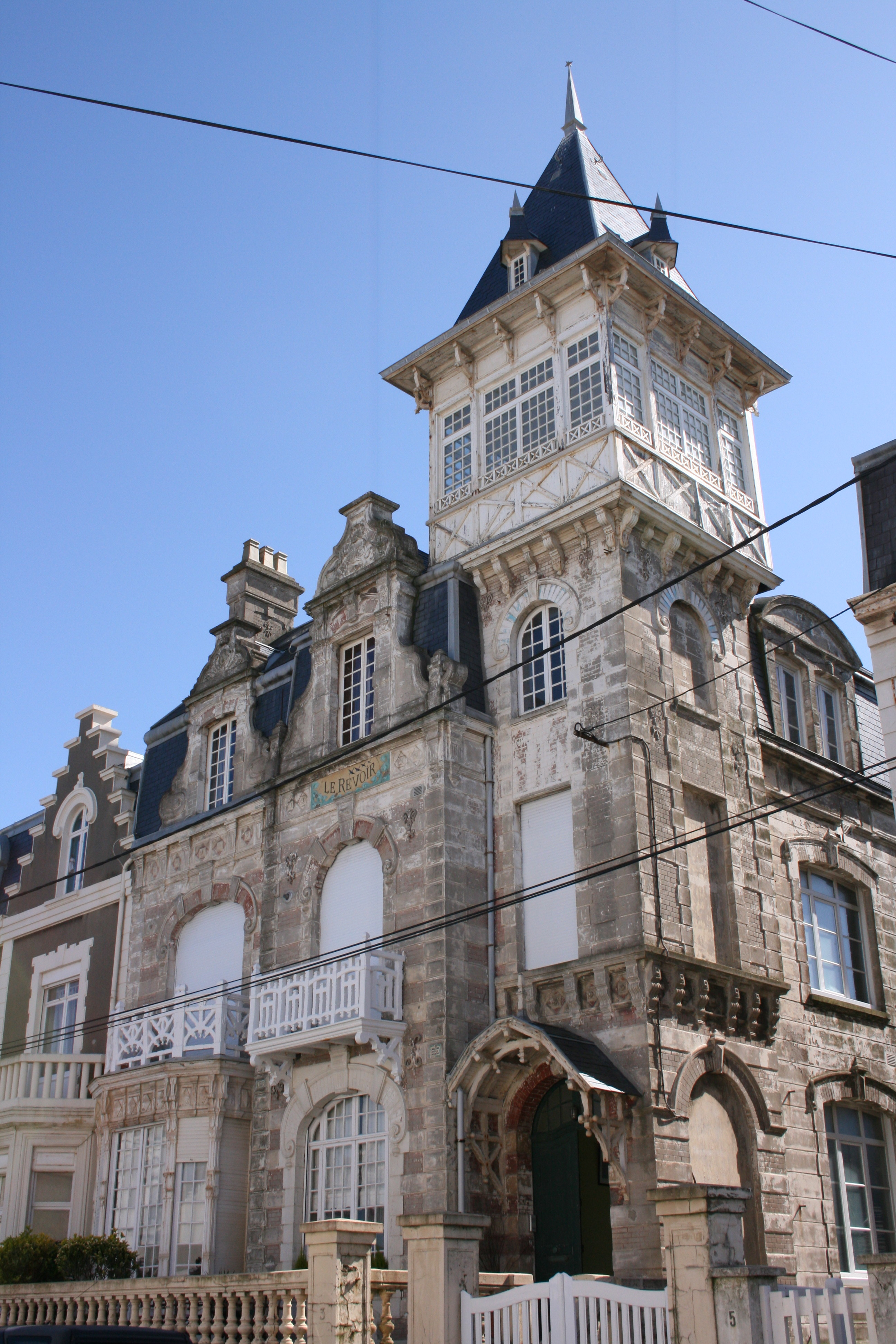
Villa Le Revoir.
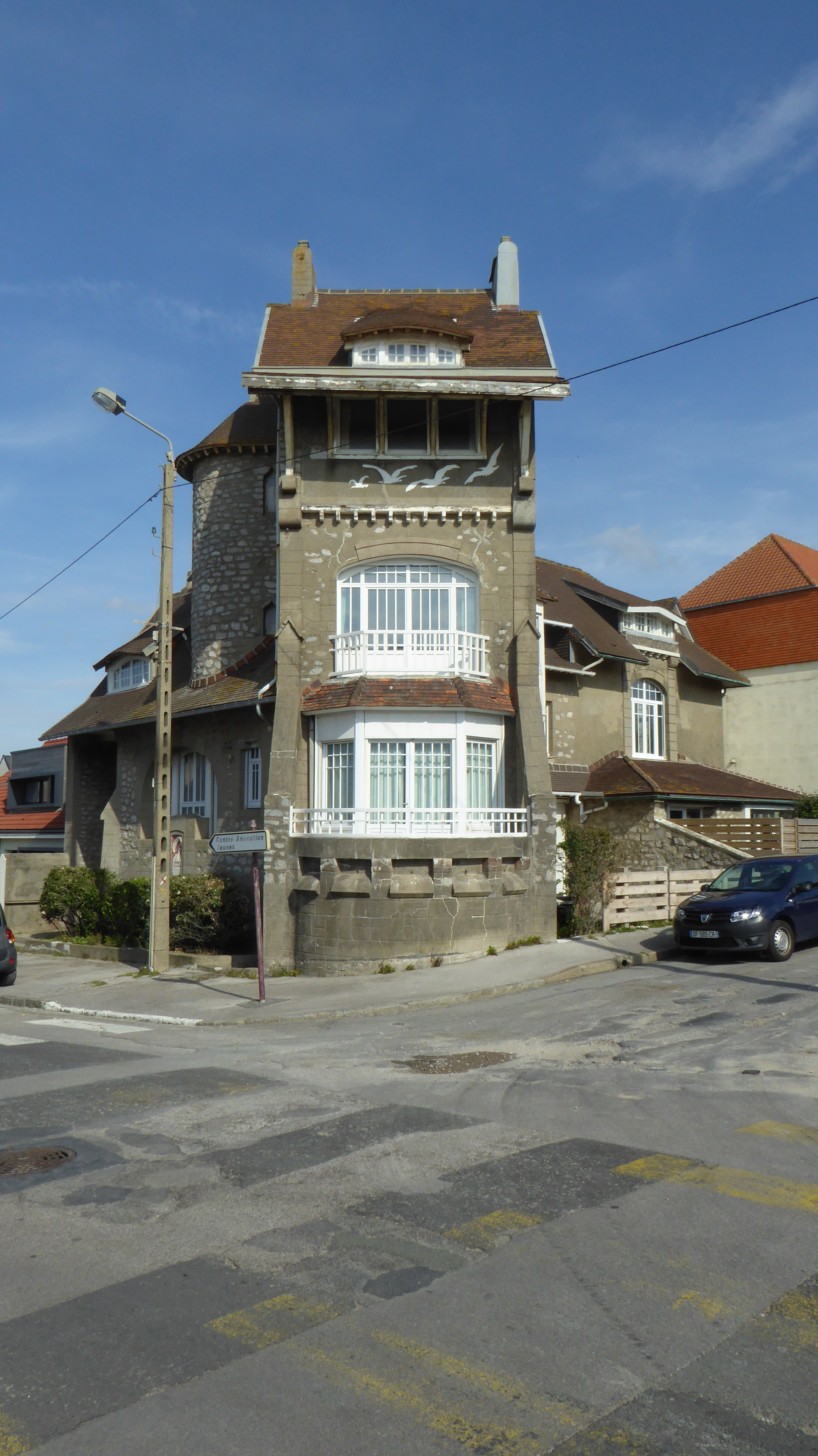
Villa Le Lutétia.
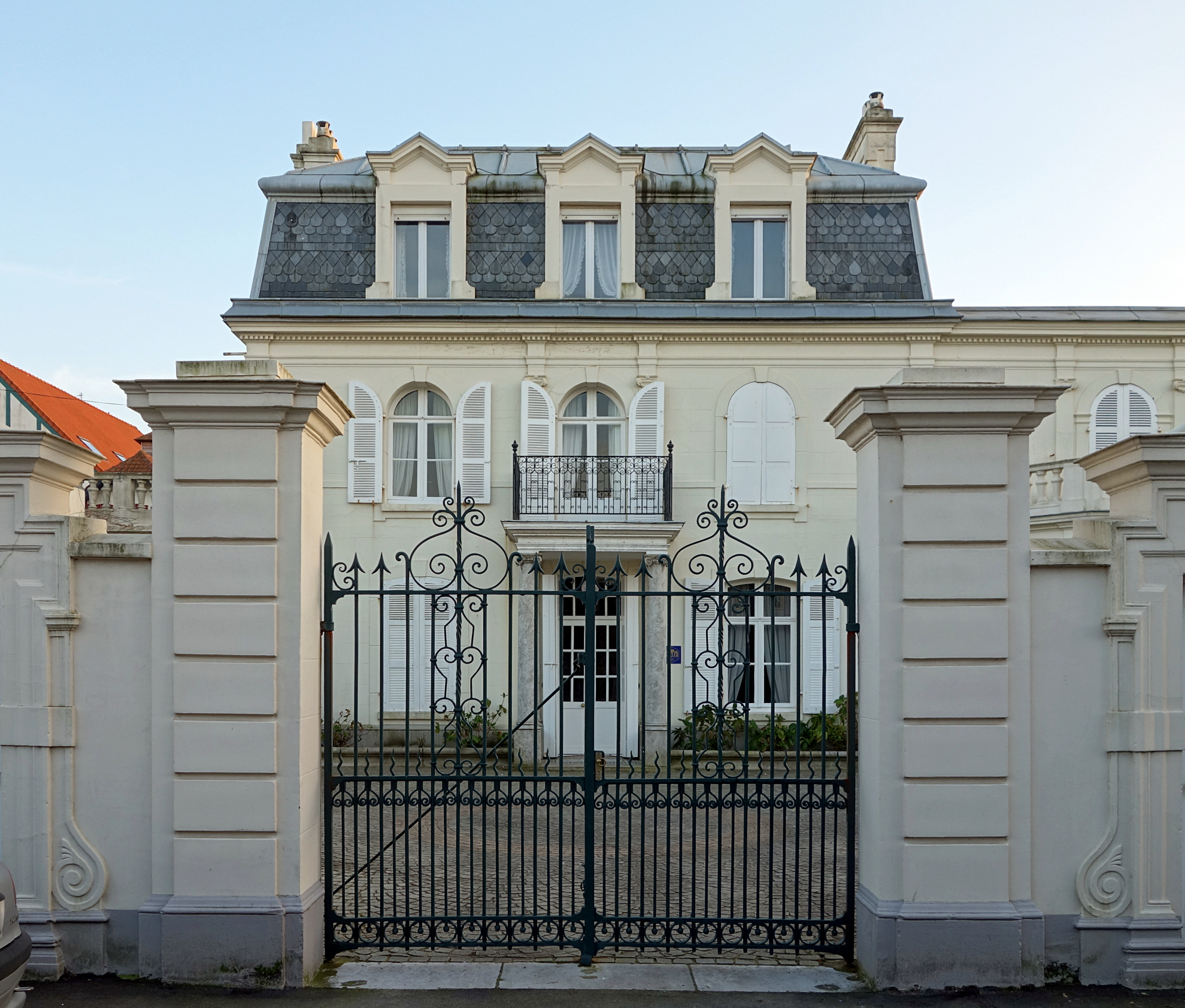
Villa La Mauricienne.
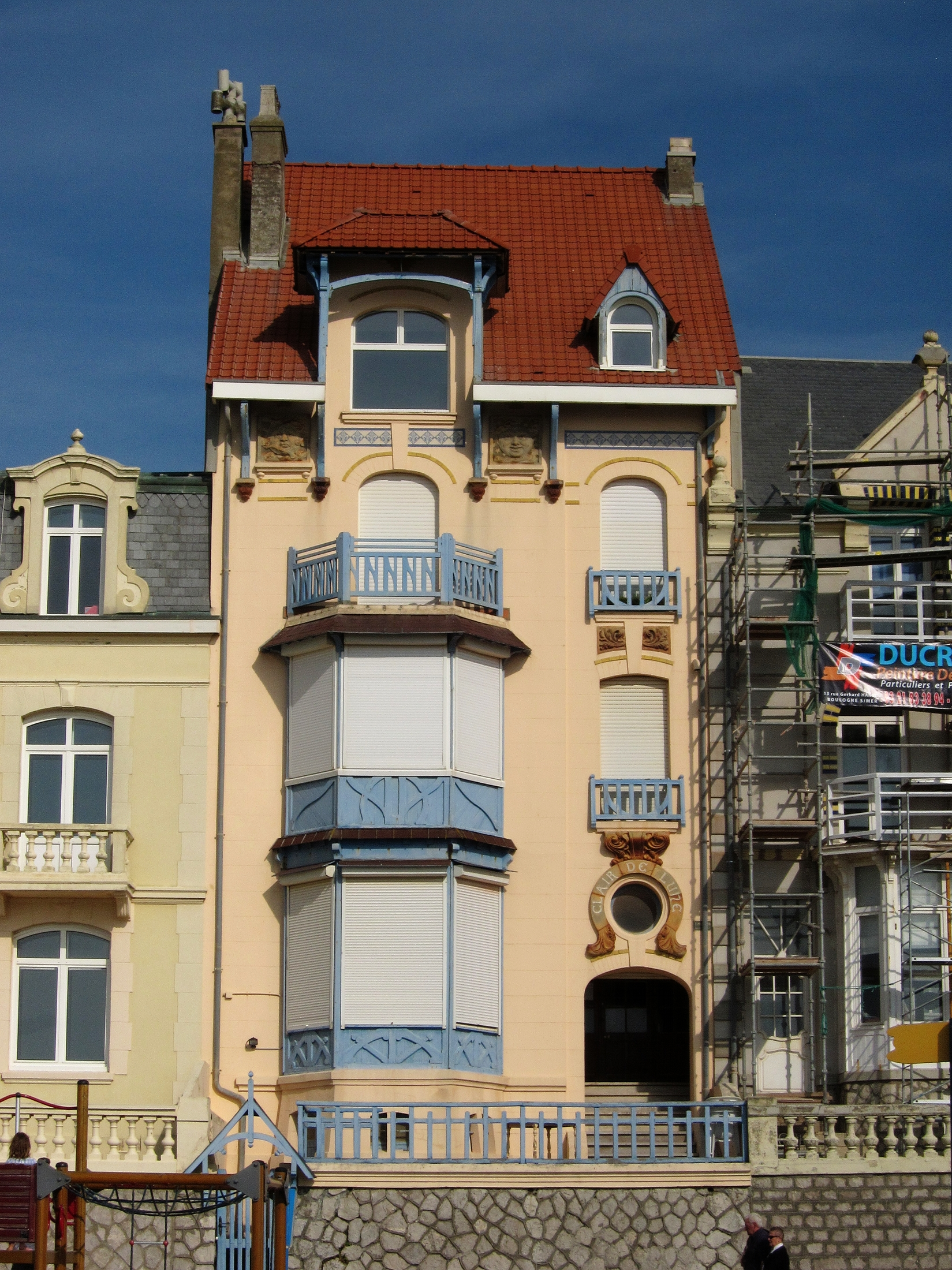
Villa Clair de Lune.
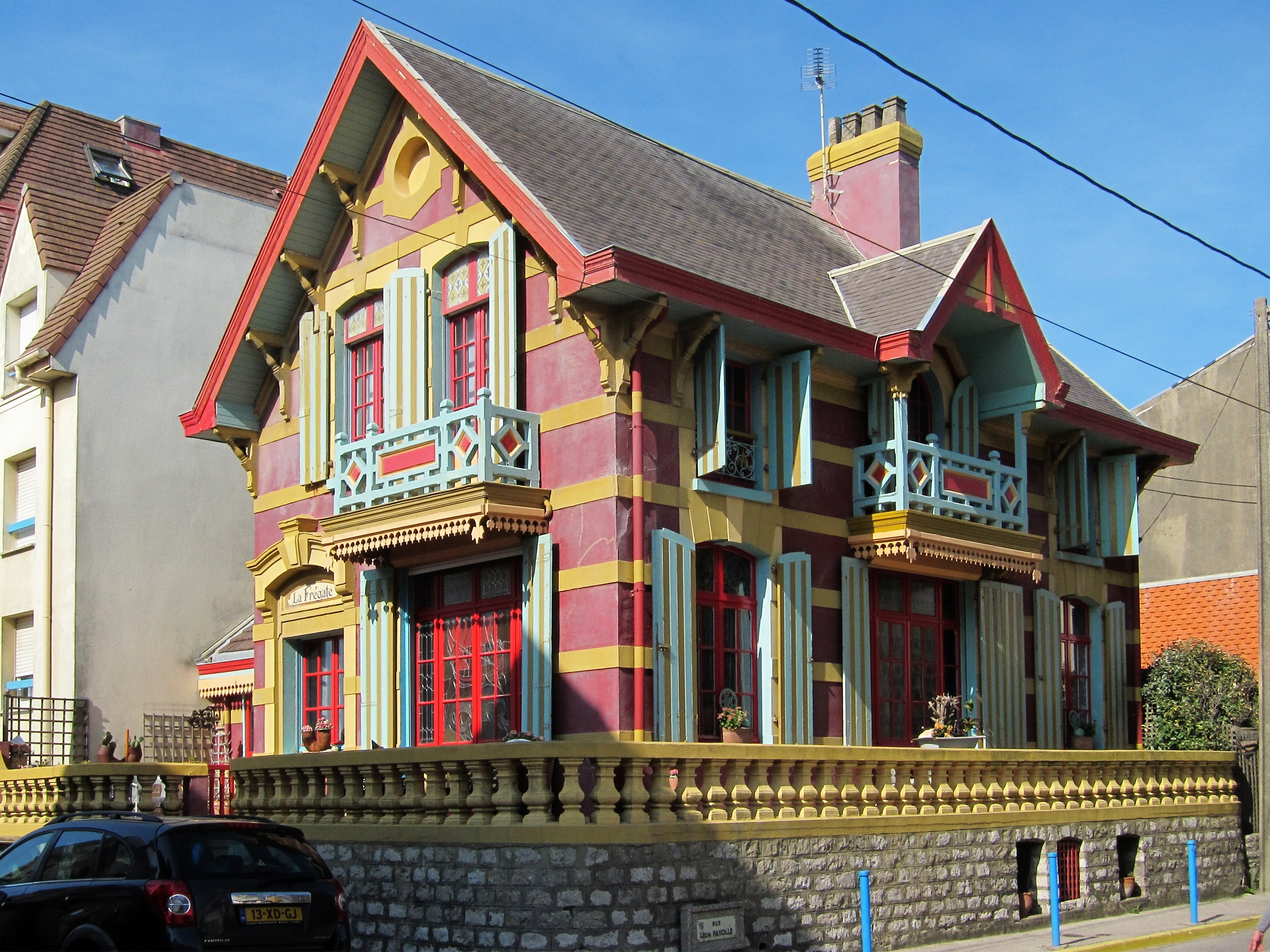
Villa La frégate.
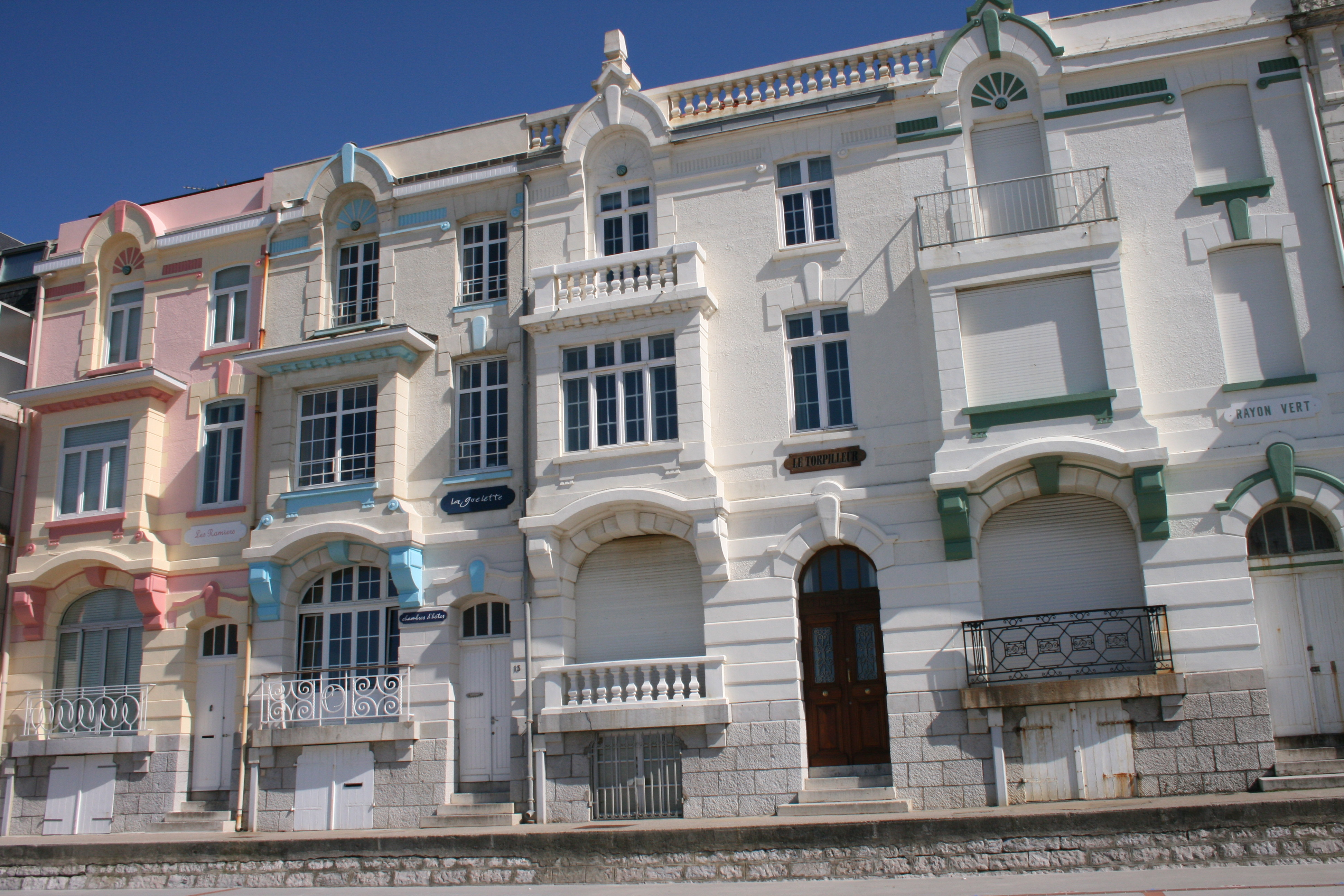
Villas Ramiers, Goélette, Torpilleur et Rayon Vert.
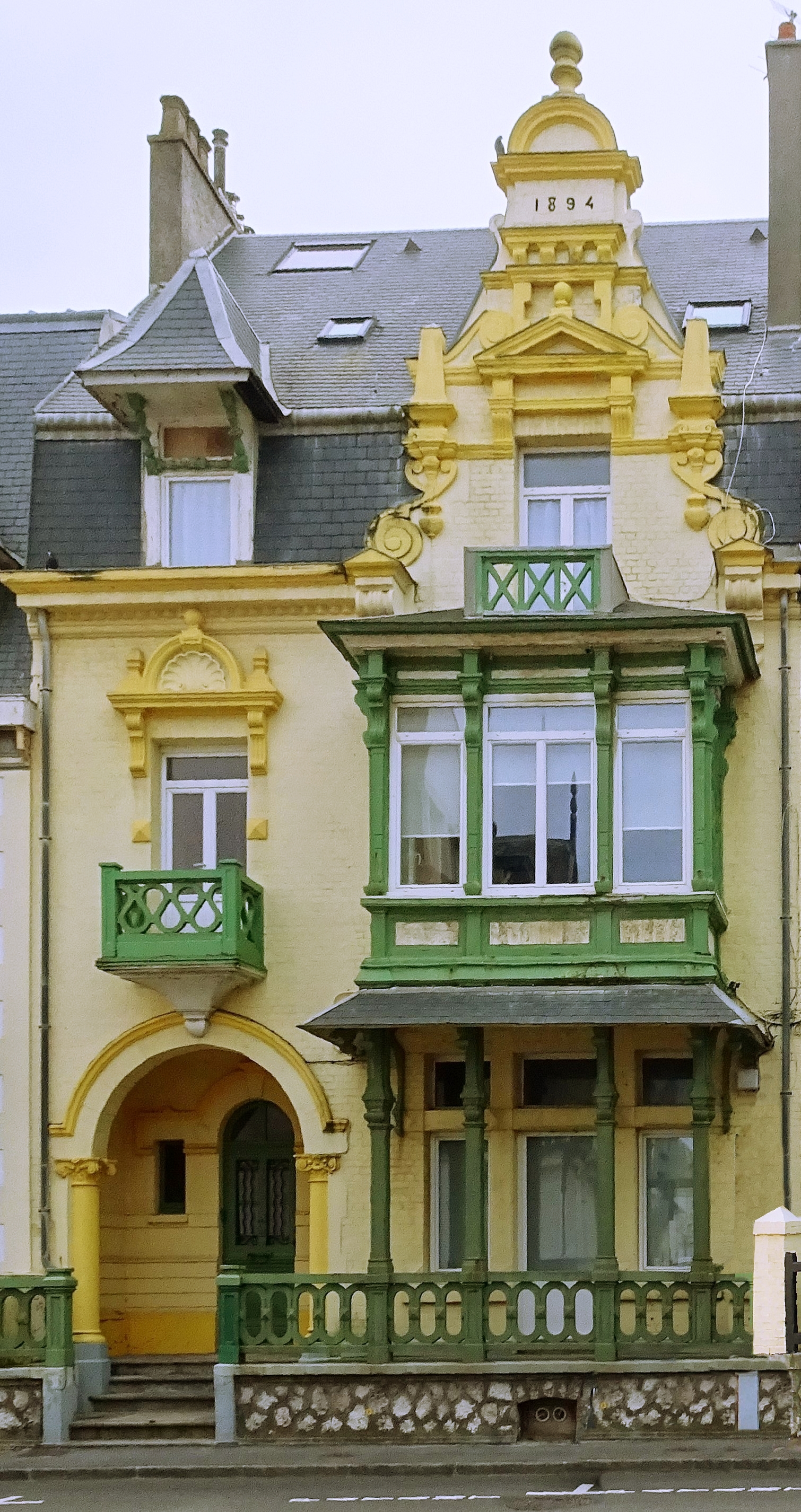
Villa Martin Pêcheur.
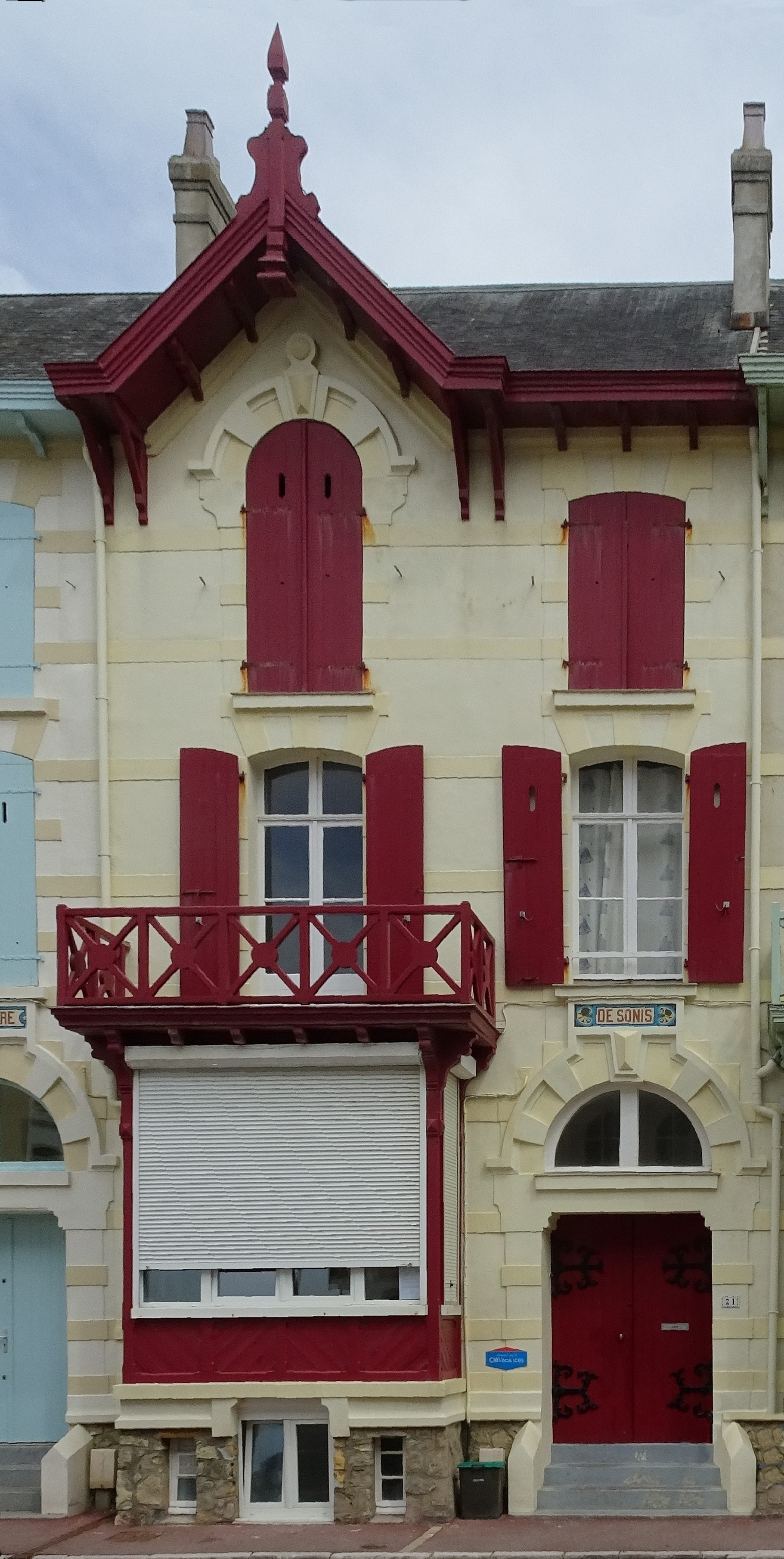
Villa Desonis.
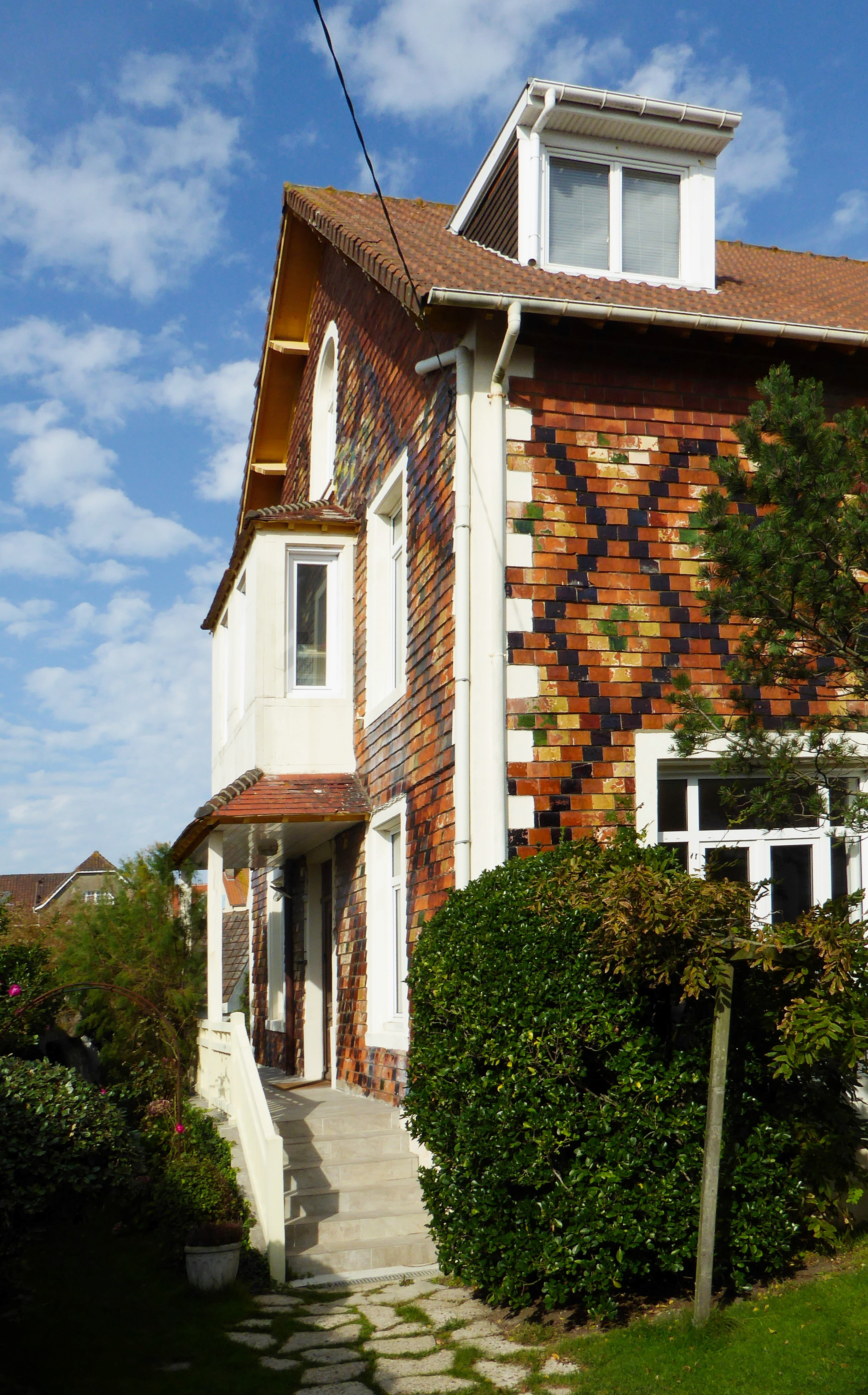
Villa Gabrielle, puis Villa Guby.
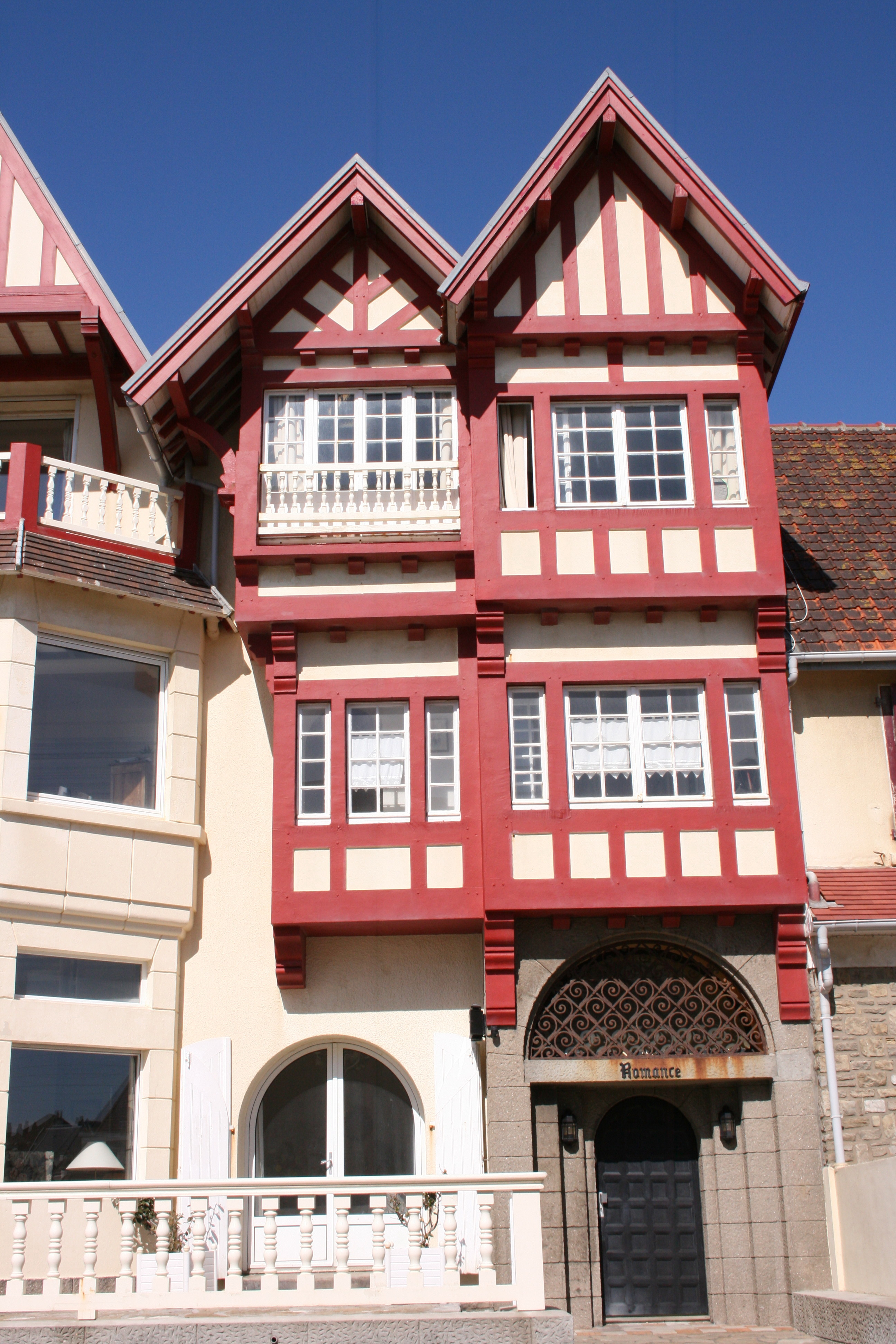
Villa Romance.
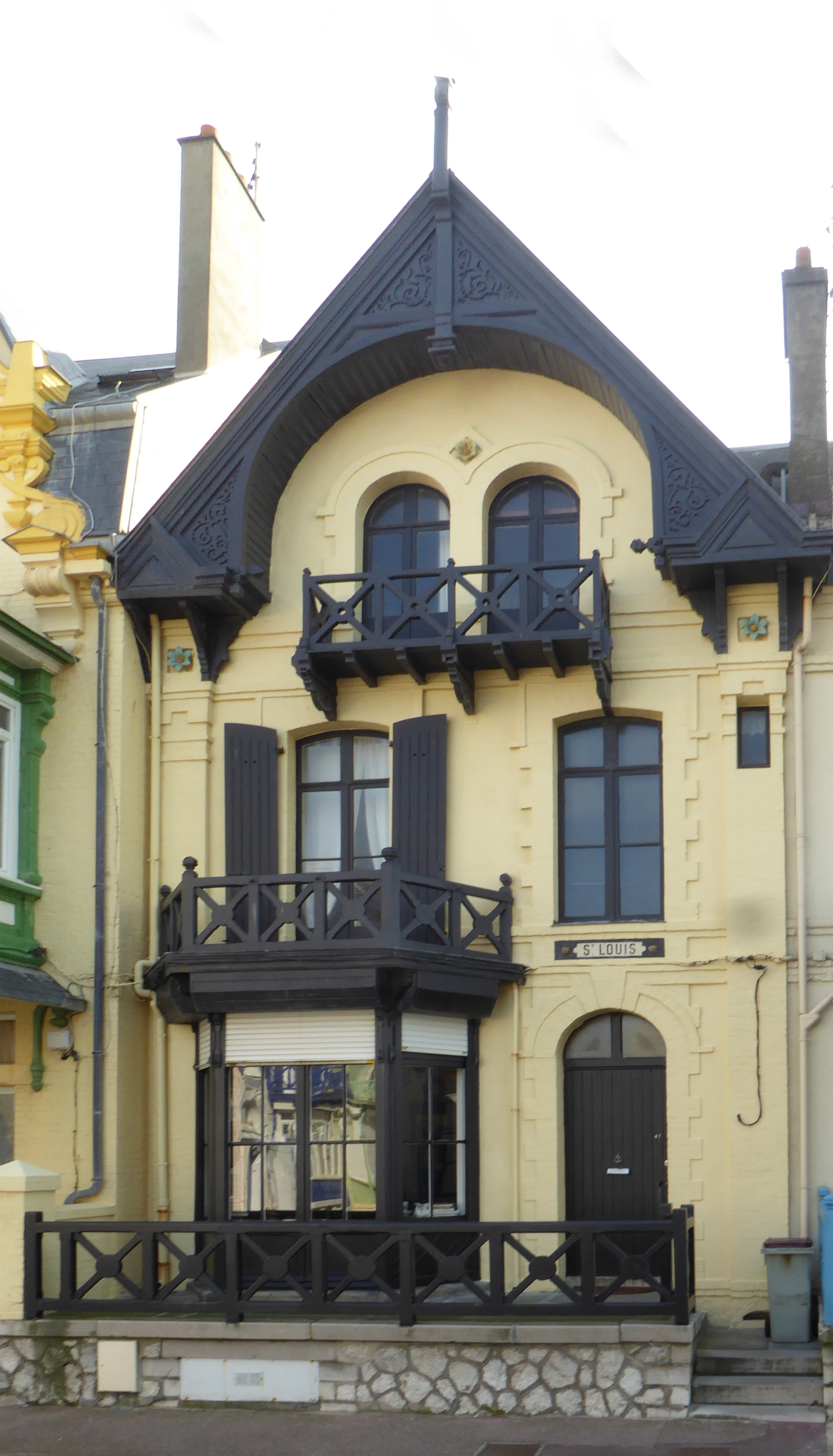
Villa Saint-Louis.
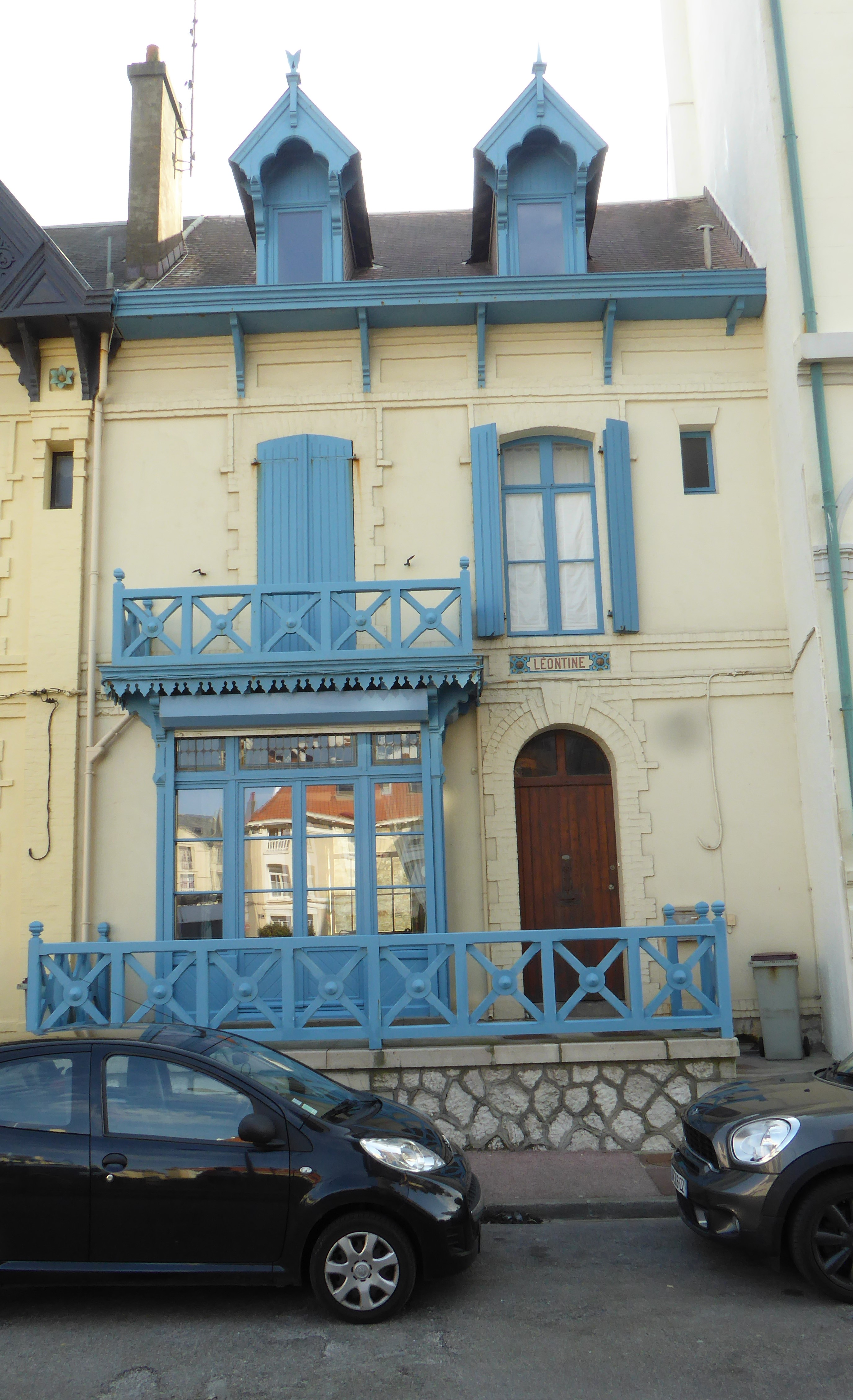
Villa Léontine.

### Patrimoine culturel
L'association « Le Charme de Wimereux » dont le but est de protéger le patrimoine bâti et paysager organise des circuits commentés des villas de la ville chaque semaine de la période estivale, un repas de rue ouvert à tous et une manifestation musicale et théâtrale à l'occasion des Journées Européennes du Patrimoine chaque mois de septembre.

### Gastronomie
Un fromage local porte le nom de la commune : l'écume de Wimereux.

### Wimereux au cinéma et à la télévision
- 2016 : Ma Loute, film réalisé par Bruno Dumont, a été tourné en partie sur la plage de la commune[85].
- 2018 : Capitaine Marleau, série télévisée française créée par Elsa Marpeau, des scènes sont tournées au café du Moulin-Wibert[86].
- 2022 : HPI, série télévisée franco-belge créée par Stéphane Carrié, Alice Chegaray-Breugnot et Nicolas Jean, des scènes sont tournées, en mars, dans la commune[87].

### Personnalités liées à la commune

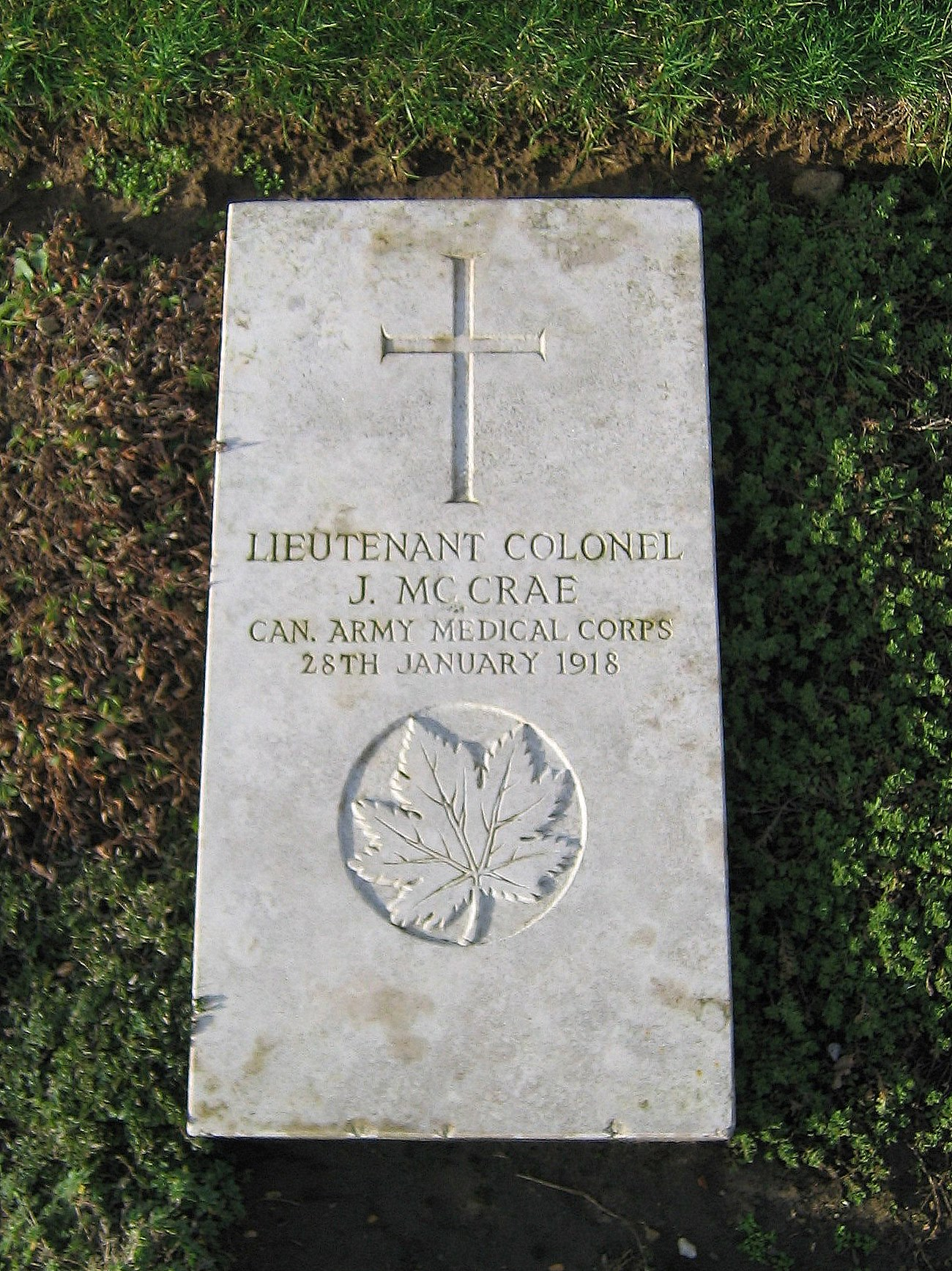
La tombe de John McCrae à Wimereux.

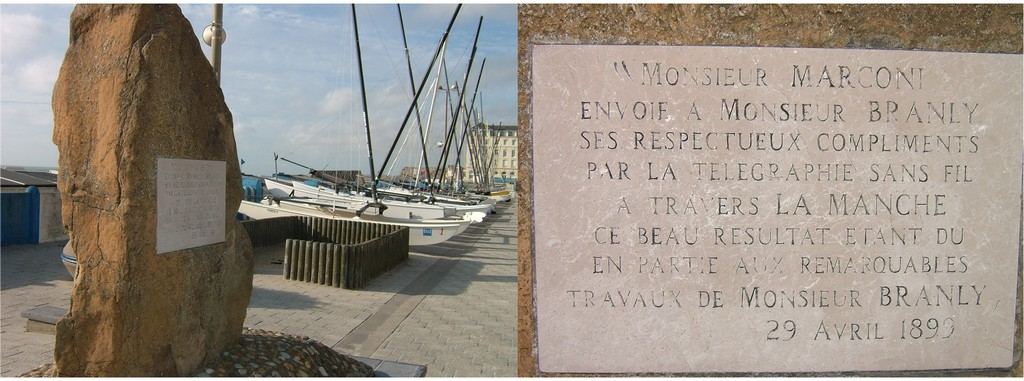
Première liaison par TSF à partir de Wimereux - 1899.

- Jean-François Pilâtre de Rozier(1754-1785) et Pierre-Ange Romain (1751-1785), aérostiers, morts accidentellement à Wimereux.
- Lionel Percy Smythe (1839-1918), artiste peintre britannique mort à Wimereux.
- Alfred Giard (1846-1908), zoologiste, a créé la station marine de Wimereux.
- Jules Bonnier (1859-1908), zoologiste carcinologue de la station marine de Wimereux.
- Le capitaine Ferdinand Ferber (1862-1909), aviateur du début du XXe siècle contemporain de Louis Blériot. Une rue de Wimereux porte son nom.
- Alexandre Acloque (1871-1941), naturaliste et journaliste scientifique, y a vécu avant 1914.
- John McCrae (1872-1918), médecin-colonel canadien, auteur de In Flanders Fields, mort à Wimereux.
- Guglielmo Marconi (1874-1937), Il effectue la première liaison de télégraphie sans fil entre Douvres et Wimereux.
- Marcel Orban (1884-1958), musicien belge, y est mort.
- Maurice Boitel (1919-2007), peintre, a peint et exposé de nombreuses œuvres à Wimereux dans les années 1980 et 1990.
- Rosalie Lowie, (1969-), auteur de romans policiers, vit à Wimereux[88].
- Stève Stievenart (1977-), nageur français en eau libre, premier français à avoir réalisé une double traversée de la Manche, domicilié à Wimereux[89].

### Héraldique, logotype et devise

#### Le blason de la ville

Armes de la paroisse de Saint-Jean-du-Wimereux.

| Blason de Wimereux | Blason  | Tranché : au 1er d'azur à un ballon monté d'argent, au 2d de sinople à une sirène d'argent ; à la bande de gueules chargée de trois abeilles d'or, brochant sur la partition. Ornements extérieursCroix de guerre 1939-1945 |
| Blason de Wimereux | Détails | Le port de Wimereux a été fondé par Napoléon en 1805, cet héritage napoléonien est symbolisé par les trois abeilles. La montgolfière rappelle que, le 15 juin 1785, les aéronautes Jean-François Pilâtre de Rozier et Pierre-Ange Romain tombent et se tuent à Wimereux dans ce qui deviendra le premier accident aérien de l'histoire. Enfin, la sirène symbolise les rapports importants qui lient Wimereux à la mer. Adopté le 11 mai 1927. |

#### Le blason de la paroisse
Parti : au 1er d'azur à une fleur de lys d'or ; au 2d de gueules à un puits d'argent maçonné de sable surmonté d'une couronne comtale d'or.
Où le premier rappelle la Vierge Immaculée à qui l'église est consacrée, le second où le puits évoque le souvenir de la statue miraculeuse de Notre-Dame qui fut cachée dans le puits de la ferme d'Honvault, et enfin la couronne comtale rappelle que le roi Louis XI a conféré la dignité de comtesse de Boulogne à Notre-Dame.

## Pour approfondir

#### Bases de données, dictionnaires et encyclopédies
- Ressources relatives à la géographie :   - Insee (communes)
  - Ldh/EHESS/Cassini
- Ressource relative à plusieurs domaines :   - Annuaire du service public français
- Ressource relative à la musique :   - MusicBrainz
- Notices d'autorité :   - VIAF
  - BnF (données)
  - GND